# 1845
Portal Geschichte | Portal Biografien | Aktuelle Ereignisse | Jahreskalender | Tagesartikel

◄ |
18. Jahrhundert |
19. Jahrhundert
| 20. Jahrhundert | ►

◄ |
1810er |
1820er |
1830er |
1840er
| 1850er | 1860er | 1870er | ►

◄◄ |
◄ |
1841 |
1842 |
1843 |
1844 |
1845
| 1846 | 1847 | 1848 | 1849 | ► | ►►
Staatsoberhäupter · Wahlen · Nekrolog  · Literaturjahr · Musikjahr
| Januar | Januar | Januar | Januar | Januar | Januar | Januar | Januar |
| Kw     | Mo     | Di     | Mi     | Do     | Fr     | Sa     | So     |
| ------ | ------ | ------ | ------ | ------ | ------ | ------ | ------ |
| 1      |        |        | 1      | 2      | 3      | 4      | 5      |
| 2      | 6      | 7      | 8      | 9      | 10     | 11     | 12     |
| 3      | 13     | 14     | 15     | 16     | 17     | 18     | 19     |
| 4      | 20     | 21     | 22     | 23     | 24     | 25     | 26     |
| 5      | 27     | 28     | 29     | 30     | 31     |        |        |

| Februar | Februar | Februar | Februar | Februar | Februar | Februar | Februar |
| Kw      | Mo      | Di      | Mi      | Do      | Fr      | Sa      | So      |
| ------- | ------- | ------- | ------- | ------- | ------- | ------- | ------- |
| 5       |         |         |         |         |         | 1       | 2       |
| 6       | 3       | 4       | 5       | 6       | 7       | 8       | 9       |
| 7       | 10      | 11      | 12      | 13      | 14      | 15      | 16      |
| 8       | 17      | 18      | 19      | 20      | 21      | 22      | 23      |
| 9       | 24      | 25      | 26      | 27      | 28      |         |         |

| März | März | März | März | März | März | März | März |
| Kw   | Mo   | Di   | Mi   | Do   | Fr   | Sa   | So   |
| ---- | ---- | ---- | ---- | ---- | ---- | ---- | ---- |
| 9    |      |      |      |      |      | 1    | 2    |
| 10   | 3    | 4    | 5    | 6    | 7    | 8    | 9    |
| 11   | 10   | 11   | 12   | 13   | 14   | 15   | 16   |
| 12   | 17   | 18   | 19   | 20   | 21   | 22   | 23   |
| 1    | 24   | 25   | 26   | 27   | 28   | 29   | 30   |
| 14   | 31   |      |      |      |      |      |      |

| April | April | April | April | April | April | April | April |
| Kw    | Mo    | Di    | Mi    | Do    | Fr    | Sa    | So    |
| ----- | ----- | ----- | ----- | ----- | ----- | ----- | ----- |
| 14    |       | 1     | 2     | 3     | 4     | 5     | 6     |
| 15    | 7     | 8     | 9     | 10    | 11    | 12    | 13    |
| 16    | 14    | 15    | 16    | 17    | 18    | 19    | 20    |
| 17    | 21    | 22    | 23    | 24    | 25    | 26    | 27    |
| 18    | 28    | 29    | 30    |       |       |       |       |

| Mai | Mai | Mai | Mai | Mai | Mai | Mai | Mai |
| Kw  | Mo  | Di  | Mi  | Do  | Fr  | Sa  | So  |
| --- | --- | --- | --- | --- | --- | --- | --- |
| 18  |     |     |     | 1   | 2   | 3   | 4   |
| 19  | 5   | 6   | 7   | 8   | 9   | 10  | 11  |
| 20  | 12  | 13  | 14  | 15  | 16  | 17  | 18  |
| 21  | 19  | 20  | 21  | 22  | 23  | 24  | 25  |
| 22  | 26  | 27  | 28  | 29  | 30  | 31  |     |

| Juni | Juni | Juni | Juni | Juni | Juni | Juni | Juni |
| Kw   | Mo   | Di   | Mi   | Do   | Fr   | Sa   | So   |
| ---- | ---- | ---- | ---- | ---- | ---- | ---- | ---- |
| 22   |      |      |      |      |      |      | 1    |
| 23   | 2    | 3    | 4    | 5    | 6    | 7    | 8    |
| 24   | 9    | 10   | 11   | 12   | 13   | 14   | 15   |
| 25   | 16   | 17   | 18   | 19   | 20   | 21   | 22   |
| 26   | 23   | 24   | 25   | 26   | 27   | 28   | 29   |
| 27   | 30   |      |      |      |      |      |      |

| Juli | Juli | Juli | Juli | Juli | Juli | Juli | Juli |
| Kw   | Mo   | Di   | Mi   | Do   | Fr   | Sa   | So   |
| ---- | ---- | ---- | ---- | ---- | ---- | ---- | ---- |
| 27   |      | 1    | 2    | 3    | 4    | 5    | 6    |
| 2    | 7    | 8    | 9    | 10   | 11   | 12   | 13   |
| 29   | 14   | 15   | 16   | 17   | 18   | 19   | 20   |
| 30   | 21   | 22   | 23   | 24   | 25   | 26   | 27   |
| 31   | 28   | 29   | 30   | 31   |      |      |      |

| August | August | August | August | August | August | August | August |
| Kw     | Mo     | Di     | Mi     | Do     | Fr     | Sa     | So     |
| ------ | ------ | ------ | ------ | ------ | ------ | ------ | ------ |
| 31     |        |        |        |        | 1      | 2      | 3      |
| 32     | 4      | 5      | 6      | 7      | 8      | 9      | 10     |
| 33     | 11     | 12     | 13     | 14     | 15     | 16     | 17     |
| 34     | 18     | 19     | 20     | 21     | 22     | 23     | 24     |
| 35     | 25     | 26     | 27     | 28     | 29     | 30     | 31     |

| September | September | September | September | September | September | September | September |
| Kw        | Mo        | Di        | Mi        | Do        | Fr        | Sa        | So        |
| --------- | --------- | --------- | --------- | --------- | --------- | --------- | --------- |
| 36        | 1         | 2         | 3         | 4         | 5         | 6         | 7         |
| 37        | 8         | 9         | 10        | 11        | 12        | 13        | 14        |
| 38        | 15        | 16        | 17        | 18        | 19        | 20        | 21        |
| 39        | 22        | 23        | 24        | 25        | 26        | 27        | 28        |
| 40        | 29        | 30        |           |           |           |           |           |

| Oktober | Oktober | Oktober | Oktober | Oktober | Oktober | Oktober | Oktober |
| Kw      | Mo      | Di      | Mi      | Do      | Fr      | Sa      | So      |
| ------- | ------- | ------- | ------- | ------- | ------- | ------- | ------- |
| 40      |         |         | 1       | 2       | 3       | 4       | 5       |
| 41      | 6       | 7       | 8       | 9       | 10      | 11      | 12      |
| 42      | 13      | 14      | 15      | 16      | 17      | 18      | 19      |
| 43      | 20      | 21      | 22      | 23      | 24      | 25      | 26      |
| 44      | 27      | 28      | 29      | 30      | 31      |         |         |

| November | November | November | November | November | November | November | November |
| Kw       | Mo       | Di       | Mi       | Do       | Fr       | Sa       | So       |
| -------- | -------- | -------- | -------- | -------- | -------- | -------- | -------- |
| 44       |          |          |          |          |          | 1        | 2        |
| 45       | 3        | 4        | 5        | 6        | 7        | 8        | 9        |
| 46       | 10       | 11       | 12       | 13       | 14       | 15       | 16       |
| 47       | 17       | 18       | 19       | 20       | 21       | 22       | 23       |
| 48       | 24       | 25       | 26       | 27       | 28       | 29       | 30       |

| Dezember | Dezember | Dezember | Dezember | Dezember | Dezember | Dezember | Dezember |
| Kw       | Mo       | Di       | Mi       | Do       | Fr       | Sa       | So       |
| -------- | -------- | -------- | -------- | -------- | -------- | -------- | -------- |
| 49       | 1        | 2        | 3        | 4        | 5        | 6        | 7        |
| 50       | 8        | 9        | 10       | 11       | 12       | 13       | 14       |
| 51       | 15       | 16       | 17       | 18       | 19       | 20       | 21       |
| 52       | 22       | 23       | 24       | 25       | 26       | 27       | 28       |
| 1        | 29       | 30       | 31       |          |          |          |          |

| Januar | Januar | Januar | Januar | Januar | Januar | Januar | Januar |
| Kw     | Mo     | Di     | Mi     | Do     | Fr     | Sa     | So     |
| ------ | ------ | ------ | ------ | ------ | ------ | ------ | ------ |
| 1      |        |        | 1      | 2      | 3      | 4      | 5      |
| 2      | 6      | 7      | 8      | 9      | 10     | 11     | 12     |
| 3      | 13     | 14     | 15     | 16     | 17     | 18     | 19     |
| 4      | 20     | 21     | 22     | 23     | 24     | 25     | 26     |
| 5      | 27     | 28     | 29     | 30     | 31     |        |        |

| Februar | Februar | Februar | Februar | Februar | Februar | Februar | Februar |
| Kw      | Mo      | Di      | Mi      | Do      | Fr      | Sa      | So      |
| ------- | ------- | ------- | ------- | ------- | ------- | ------- | ------- |
| 5       |         |         |         |         |         | 1       | 2       |
| 6       | 3       | 4       | 5       | 6       | 7       | 8       | 9       |
| 7       | 10      | 11      | 12      | 13      | 14      | 15      | 16      |
| 8       | 17      | 18      | 19      | 20      | 21      | 22      | 23      |
| 9       | 24      | 25      | 26      | 27      | 28      |         |         |

| März | März | März | März | März | März | März | März |
| Kw   | Mo   | Di   | Mi   | Do   | Fr   | Sa   | So   |
| ---- | ---- | ---- | ---- | ---- | ---- | ---- | ---- |
| 9    |      |      |      |      |      | 1    | 2    |
| 10   | 3    | 4    | 5    | 6    | 7    | 8    | 9    |
| 11   | 10   | 11   | 12   | 13   | 14   | 15   | 16   |
| 12   | 17   | 18   | 19   | 20   | 21   | 22   | 23   |
| 1    | 24   | 25   | 26   | 27   | 28   | 29   | 30   |
| 14   | 31   |      |      |      |      |      |      |

| April | April | April | April | April | April | April | April |
| Kw    | Mo    | Di    | Mi    | Do    | Fr    | Sa    | So    |
| ----- | ----- | ----- | ----- | ----- | ----- | ----- | ----- |
| 14    |       | 1     | 2     | 3     | 4     | 5     | 6     |
| 15    | 7     | 8     | 9     | 10    | 11    | 12    | 13    |
| 16    | 14    | 15    | 16    | 17    | 18    | 19    | 20    |
| 17    | 21    | 22    | 23    | 24    | 25    | 26    | 27    |
| 18    | 28    | 29    | 30    |       |       |       |       |

| Mai | Mai | Mai | Mai | Mai | Mai | Mai | Mai |
| Kw  | Mo  | Di  | Mi  | Do  | Fr  | Sa  | So  |
| --- | --- | --- | --- | --- | --- | --- | --- |
| 18  |     |     |     | 1   | 2   | 3   | 4   |
| 19  | 5   | 6   | 7   | 8   | 9   | 10  | 11  |
| 20  | 12  | 13  | 14  | 15  | 16  | 17  | 18  |
| 21  | 19  | 20  | 21  | 22  | 23  | 24  | 25  |
| 22  | 26  | 27  | 28  | 29  | 30  | 31  |     |

| Juni | Juni | Juni | Juni | Juni | Juni | Juni | Juni |
| Kw   | Mo   | Di   | Mi   | Do   | Fr   | Sa   | So   |
| ---- | ---- | ---- | ---- | ---- | ---- | ---- | ---- |
| 22   |      |      |      |      |      |      | 1    |
| 23   | 2    | 3    | 4    | 5    | 6    | 7    | 8    |
| 24   | 9    | 10   | 11   | 12   | 13   | 14   | 15   |
| 25   | 16   | 17   | 18   | 19   | 20   | 21   | 22   |
| 26   | 23   | 24   | 25   | 26   | 27   | 28   | 29   |
| 27   | 30   |      |      |      |      |      |      |

| Juli | Juli | Juli | Juli | Juli | Juli | Juli | Juli |
| Kw   | Mo   | Di   | Mi   | Do   | Fr   | Sa   | So   |
| ---- | ---- | ---- | ---- | ---- | ---- | ---- | ---- |
| 27   |      | 1    | 2    | 3    | 4    | 5    | 6    |
| 2    | 7    | 8    | 9    | 10   | 11   | 12   | 13   |
| 29   | 14   | 15   | 16   | 17   | 18   | 19   | 20   |
| 30   | 21   | 22   | 23   | 24   | 25   | 26   | 27   |
| 31   | 28   | 29   | 30   | 31   |      |      |      |

| August | August | August | August | August | August | August | August |
| Kw     | Mo     | Di     | Mi     | Do     | Fr     | Sa     | So     |
| ------ | ------ | ------ | ------ | ------ | ------ | ------ | ------ |
| 31     |        |        |        |        | 1      | 2      | 3      |
| 32     | 4      | 5      | 6      | 7      | 8      | 9      | 10     |
| 33     | 11     | 12     | 13     | 14     | 15     | 16     | 17     |
| 34     | 18     | 19     | 20     | 21     | 22     | 23     | 24     |
| 35     | 25     | 26     | 27     | 28     | 29     | 30     | 31     |

| September | September | September | September | September | September | September | September |
| Kw        | Mo        | Di        | Mi        | Do        | Fr        | Sa        | So        |
| --------- | --------- | --------- | --------- | --------- | --------- | --------- | --------- |
| 36        | 1         | 2         | 3         | 4         | 5         | 6         | 7         |
| 37        | 8         | 9         | 10        | 11        | 12        | 13        | 14        |
| 38        | 15        | 16        | 17        | 18        | 19        | 20        | 21        |
| 39        | 22        | 23        | 24        | 25        | 26        | 27        | 28        |
| 40        | 29        | 30        |           |           |           |           |           |

| Oktober | Oktober | Oktober | Oktober | Oktober | Oktober | Oktober | Oktober |
| Kw      | Mo      | Di      | Mi      | Do      | Fr      | Sa      | So      |
| ------- | ------- | ------- | ------- | ------- | ------- | ------- | ------- |
| 40      |         |         | 1       | 2       | 3       | 4       | 5       |
| 41      | 6       | 7       | 8       | 9       | 10      | 11      | 12      |
| 42      | 13      | 14      | 15      | 16      | 17      | 18      | 19      |
| 43      | 20      | 21      | 22      | 23      | 24      | 25      | 26      |
| 44      | 27      | 28      | 29      | 30      | 31      |         |         |

| November | November | November | November | November | November | November | November |
| Kw       | Mo       | Di       | Mi       | Do       | Fr       | Sa       | So       |
| -------- | -------- | -------- | -------- | -------- | -------- | -------- | -------- |
| 44       |          |          |          |          |          | 1        | 2        |
| 45       | 3        | 4        | 5        | 6        | 7        | 8        | 9        |
| 46       | 10       | 11       | 12       | 13       | 14       | 15       | 16       |
| 47       | 17       | 18       | 19       | 20       | 21       | 22       | 23       |
| 48       | 24       | 25       | 26       | 27       | 28       | 29       | 30       |

| Dezember | Dezember | Dezember | Dezember | Dezember | Dezember | Dezember | Dezember |
| Kw       | Mo       | Di       | Mi       | Do       | Fr       | Sa       | So       |
| -------- | -------- | -------- | -------- | -------- | -------- | -------- | -------- |
| 49       | 1        | 2        | 3        | 4        | 5        | 6        | 7        |
| 50       | 8        | 9        | 10       | 11       | 12       | 13       | 14       |
| 51       | 15       | 16       | 17       | 18       | 19       | 20       | 21       |
| 52       | 22       | 23       | 24       | 25       | 26       | 27       | 28       |
| 1        | 29       | 30       | 31       |          |          |          |          |

## Ereignisse

### Politik und Weltgeschehen

#### Nordamerika

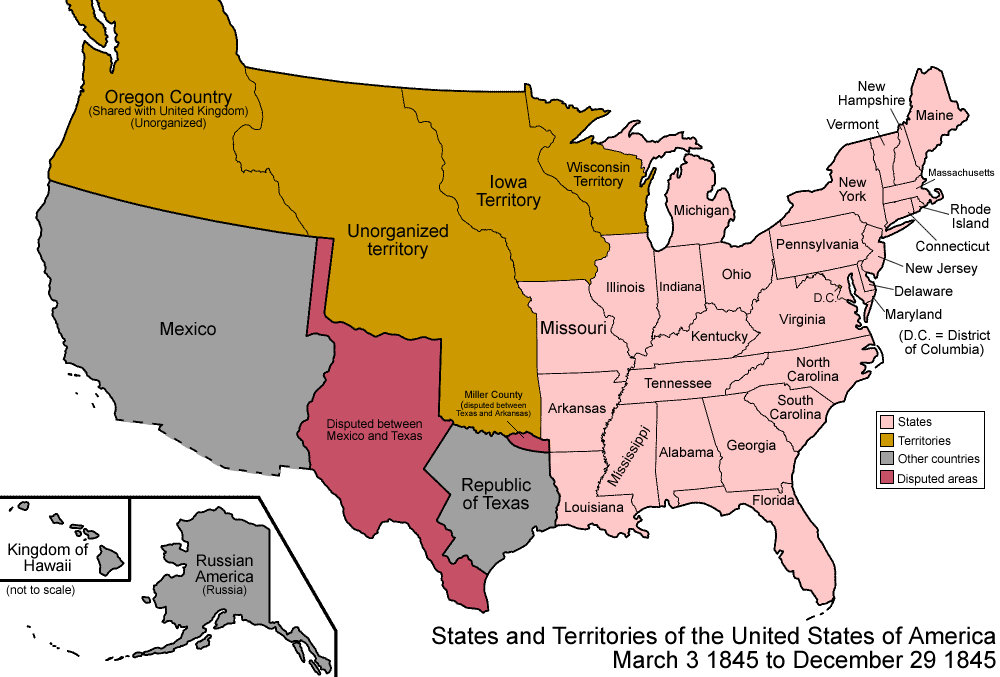
Vereinigte Staaten nach der Aufnahme von Florida

- 19. Februar: Die Republik Texas wird mit Zustimmung der texanischen Bevölkerung von den USA annektiert, ein Akt, den der US-Kongress nachträglich am 1. März billigt. Damit übernehmen die Vereinigten Staaten auch den texanischen Gebietsanspruch auf alles Land nördlich des Rio Grande und geraten damit in Konflikt mit Mexiko.
- 3. März: Das bisherige Territorium Florida wird als 27. Bundesstaat in die Vereinigten Staaten aufgenommen.
- 4. März: Der Demokrat James K. Polk wird als 11. Präsident der Vereinigten Staaten in sein Amt eingeführt. Der bis dahin jüngste Präsident löst John Tyler ab. Bei seiner Amtseinführung wird zum ersten Mal Hail to the Chief als Präsidialsalut gespielt.
- 10. Oktober: US-Marineminister George Bancroft ruft die Naval School, den Vorgänger der heutigen United States Naval Academy, ins Leben. Nach ihrer Ausbildung an der Hochschule müssen Absolventen in der US Navy oder im US Marine Corps auf Zeit dienen.
- 2. Dezember: US-Präsident James K. Polk verkündet vor dem Kongress, dass die Monroe-Doktrin konsequent durchzusetzen sei und dass die USA ihre Sphäre im Westen aggressiv erweitern würden, um ihrem göttlichen Auftrag nach Expansion zu entsprechen.

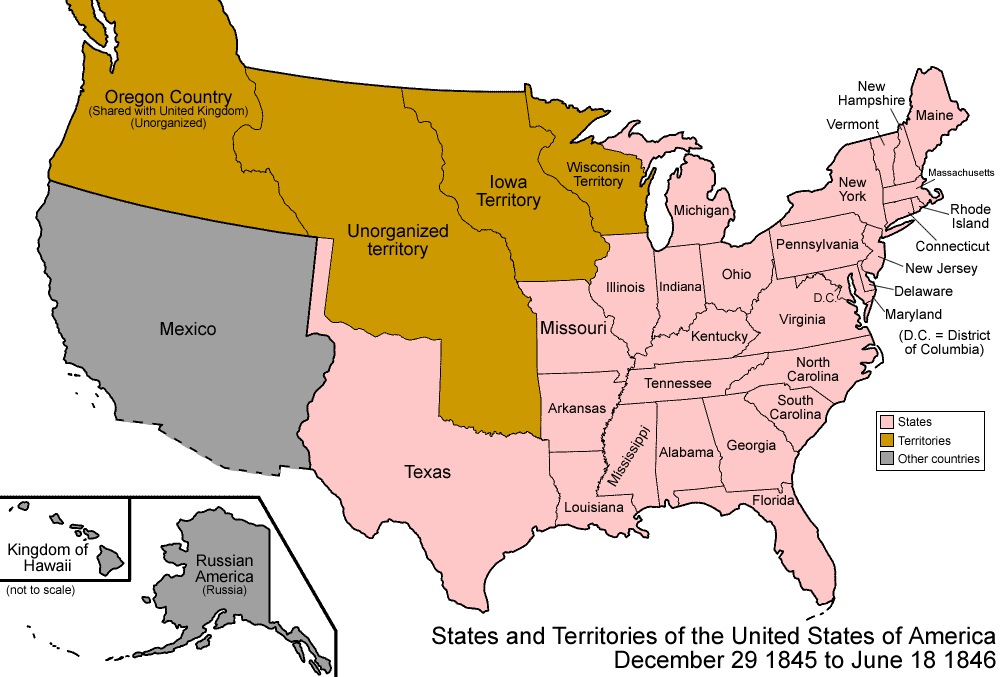
Vereinigte Staaten nach der Aufnahme von Texas

- 29. Dezember: Das bereits straff organisierte Texas wird ohne den Umweg als Territorium zum 28. Bundesstaat der USA. Damit endet die Amtszeit des letzten texanischen Präsidenten Anson Jones, der versucht hat, mit mexikanischer Hilfe die Annexion hinauszuzögern.

#### Europa
- 18. Mai: Carlos María Isidro de Borbón verzichtet zu Gunsten seines Sohnes Carlos Luis auf seine Ansprüche auf Spaniens Thron, deretwegen der erste Carlistenkrieg ausgebrochen war.
- 8. September: Queen Victoria und ihr Prinzgemahl Albert besuchen die Wartburg.
- 11. Dezember: Auf Grund zweier Freischarenzüge zum Sturz der Regierung in Luzern schließen sich die sieben katholischen Kantone zu einem Sonderbund zusammen. Das führt zu einer Polarisierung innerhalb der Schweiz und zwei Jahre später zum Sonderbundskrieg.

#### Asien
- 22. Februar: Die Britische Ostindien-Kompanie erwirbt für 1.125.000 Reichstaler alle dänischen Besitzungen in Indien, darunter Tranquebar.

Karte des Ersten Sikh-Krieges

- 13. Dezember: Generalgouverneur Henry Hardinge erklärt dem Punjab den Krieg.

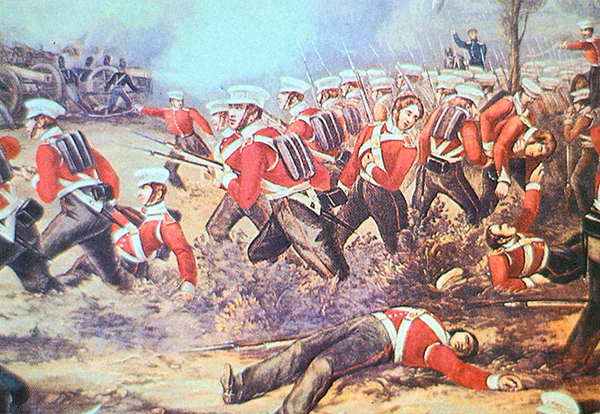
Zeitgenössische Darstellung der Schlacht von Mudki

- 18. Dezember: Zwischen der Britischen Ostindien-Kompanie und der Sikh-Armee des Punjab findet im Ersten Sikh-Krieg die Schlacht von Mudki statt. Die britischen Verteidiger unter Hugh Gough erringen einen hart erkämpften Sieg.
- 21. bis 22. Dezember: Auch in der Schlacht von Ferozeshah können die von Generalgouverneur Henry Hardinge durch vier Regimenter verstärkten Briten nur einen knappen Sieg erkämpfen.

#### Ozeanien
- 11. März: In der Region der Bay of Islands beginnt in der ersten Phase der Neuseelandkriege der Flagstaff War zwischen indigenen Māori und britischen Kolonialtruppen. Der Konflikt steht für die Herausforderung der britischen Autorität durch den Häuptling Hone Heke.
- 1. Juli: In der Schlacht von Ohaeawai wird eine überlegene britische Streitmacht von den Māori geschlagen.

#### Südamerika
- 1. März: In Brasilien endet nach knapp zehn Jahren die Farrapen-Revolution. Die Aufständischen der südbrasilianischen Provinz São Pedro do Rio Grande do Sul unter Bento Gonçalves da Silva erhalten von Provinzpräsident Luís Alves de Lima e Silva im Vertrag von Ponche Verde eine Amnestie. Die von General Antônio de Sousa Neto gegründete Republik Piratini wird aufgelöst.

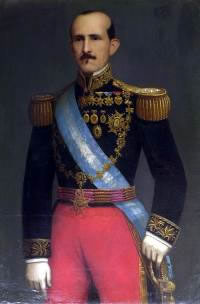
Juan José Flores

- 17. Juni: Ecuador. Staatspräsident Juan José Flores wird gestürzt. José Joaquín de Olmedo übernimmt am nächsten Tag als provisorischer Staatschef die Regierung.

### Wirtschaft

#### Patente
- 17. März: Dem englischen Erfinder Stephen Perry wird ein Patent für das von ihm erdachte Gummiband zuerkannt.
- 10. Dezember: Dem schottischen Erfinder Robert William Thomson wird ein Patent für den von ihm erdachten Vollgummireifen zuerkannt.

#### Unternehmensgründungen
- 15. Juli: In Singapur erscheint die Tageszeitung The Straits Times zum ersten Mal.
- In London wird die Great Indian Peninsula Railway Company gegründet. Der Verwaltungsrat besteht aus 25 Briten, darin eingeschlossen Beamten der Britischen Ostindien-Kompanie und Bankangestellte aus London. John Stuart-Wortley ist erster Vorstandsvorsitzender. Ziel der Gesellschaft ist, Bombay nicht nur mit dem Landesinneren der indischen Halbinsel, sondern auch mit einem wichtigen Hafen an der Ostküste zu verbinden. Zuerst sollen aber wenigstens die Städte Pune, Nashik, Aurangabad, Ahmednagar, Solapur, Nagpur, Amravati und Hyderabad an Bombay angebunden werden. Mit der Bahn soll der Export von Baumwolle, Seide, Opium, Zucker und Gewürzen gesteigert werden.
- Die britische Eisenbahngesellschaft Great North of Scotland Railway wird gegründet, um eine Eisenbahnstrecke von Aberdeen nach Inverness zu bauen.

#### Verkehr
- 10. Februar: Geschichte der Eisenbahn in Nordamerika: In Maine wird die Atlantic and St. Lawrence Railroad gegründet.
- 22. Oktober: Geschichte der Eisenbahn in Württemberg: Die erste Teilstrecke der Zentralbahn zwischen Cannstatt und Untertürkheim wird eröffnet.
- 11. Dezember: In Basel wird der Französische Bahnhof, Endpunkt der Bahnstrecke Strasbourg–Basel, in Betrieb genommen.

#### Sonstiges

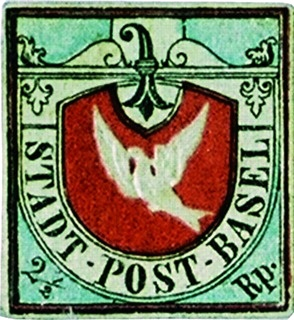
Basler Taube

- 1. Juli: Im Kanton Basel wird die erste mehrfarbige Briefmarke der Welt ausgegeben, die unter Philatelisten als Basler Taube bekannt wird.

### Wissenschaft und Technik

#### Expeditionen
- 14. Mai: Die Königlich Dänische Akademie der Wissenschaften erhält einen Brief von König Christian VIII. Friedrich, in dem er die Ziele einer Expedition formuliert. Er hat sich entschlossen, die Korvette Galathea unter anderem zu den ostindischen Inseln und den Nikobaren zu schicken, über die Dänemark zu dieser Zeit Souveränität hält, um dort Studien über die Produkte dieser Inseln und ihrer Verwendung für Anbau und Handel zu betreiben. Die Galathea verlässt Kopenhagen am 24. Juni. Nach einem kurzen Aufenthalt vom 21. bis 27. Juli auf Madeira segelt das Schiff um das Kap der Guten Hoffnung herum in Richtung Indien, wo man in Tranquebar, Pondicherry, Madras und Kalkutta vor Anker geht. In Kalkutta wird ein zusätzliches Schiff, das Dampfschiff Ganges, erworben, um die geplanten Aufgaben auf den Nikobaren zu unterstützen, wo intensiv wissenschaftlich gearbeitet wird.

Erebus und Terror

- 19. Mai: Unter großer öffentlicher Anteilnahme im viktorianischen England bricht Sir John Franklin mit den Schiffen Erebus und Terror zu einer Expedition in die kanadische Arktis auf. Ziel der Reise ist es, als erstes die Nordwest-Passage zu durchfahren und geographische Daten über die Polarregion zu sammeln. Das Versorgungsschiff HMS Baretto Junior begleitet die Expedition bis zur Davisstraße an der westlichen Küste Grönlands, wo schließlich der letzte Proviant mitsamt dem Fleisch aus frischer Schlachtung von zehn Ochsen auf Erebus und Terror umgeladen wird. Am 12. Juli schert das Versorgungsschiff aus dem Verband aus, um mit Briefen der Mannschaft und den Besatzungsmitgliedern, welche die Reise nicht fortsetzen wollen oder können, nach Großbritannien zurückzukehren. Keiner der übrigen 129 Expeditionsteilnehmer wird lebend zurückkehren. Am 26. Juli begegnen den beiden vor einem Eisberg ankernden Schiffen die Walfangboote Prince of Wales und Enterprise. Es ist der letzte Kontakt der Expeditionsteilnehmer mit der europäischen Außenwelt. Erebus und Terror segeln weiter Richtung Westen und kreuzen zwischen Devon- und Cornwallis-Insel nordwärts in den Wellingtonkanal, den sie bis zum 77. Breitengrad hinaufsegeln – vermutlich suchen die Expeditionsteilnehmer, von der damals gängigen Theorie vom eisfreien Nordpolarmeer beeinflusst, den Durchgang in den Pazifik zunächst im Norden. Gegen Ende des kurzen Sommers jedoch steuern die beiden Schiffe an der Westküste der Cornwallis-Insel vorbei wieder Richtung Süden und überwintern vor der Beechey-Insel.
- Die Preußische Expedition nach Ägypten unter der Leitung von Karl Richard Lepsius kehrt nach drei Jahren in die Heimat zurück.

#### Gelehrtengesellschaften
- 14. Januar: Die Deutsche Physikalische Gesellschaft in Berlin hat ihren Stiftungstag. Die erste Sitzung findet am 24. Januar statt.
- 6. August: Die Russische Geographische Gesellschaft entsteht als Gelehrtengesellschaft in Sankt Petersburg.

#### Archäologie

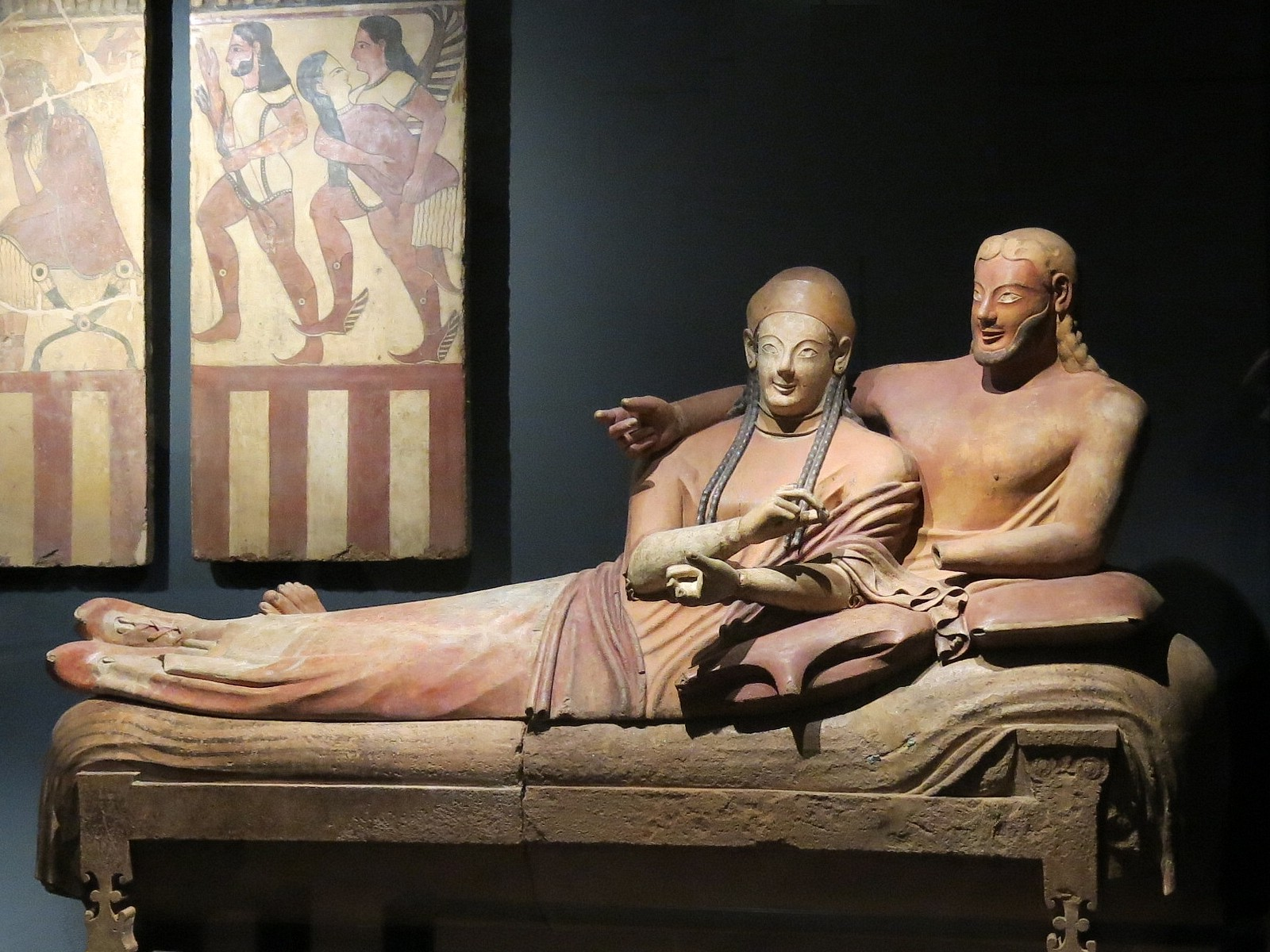
Ehegatten-Sarkophag von Cerveteri aus dem Louvre

- In der Banditaccia-Nekropole von Caere entdeckt Giampietro Campana den Ehegatten-Sarkophag von Cerveteri.

#### Naturwissenschaften und Medizin
- 2. April: Hippolyte Fizeau und Léon Foucault gelingt das erste Foto von unserer Sonne. Sie begründen die astronomische Fotografie.
- 27. Dezember: Crawford Williamson Long wendet erstmals Äther als Betäubungsmittel bei der Geburt eines Kindes an.
- In Bad Aibling wird eine „Soolen- und Moorschlamm-Badeanstalt“ errichtet, das erste Moorheilbad in Bayern, aus dem später das Ludwigsbad hervorgeht.
- George Gabriel Stokes formuliert das parabolische Geschwindigkeitsfeld für viskose Flüssigkeiten (bei ebener Parallelströmung und paralleler Rohrströmung).
- Saint-Venant führt den Begriff der Binormalen ein.

#### Verkehrstechnik

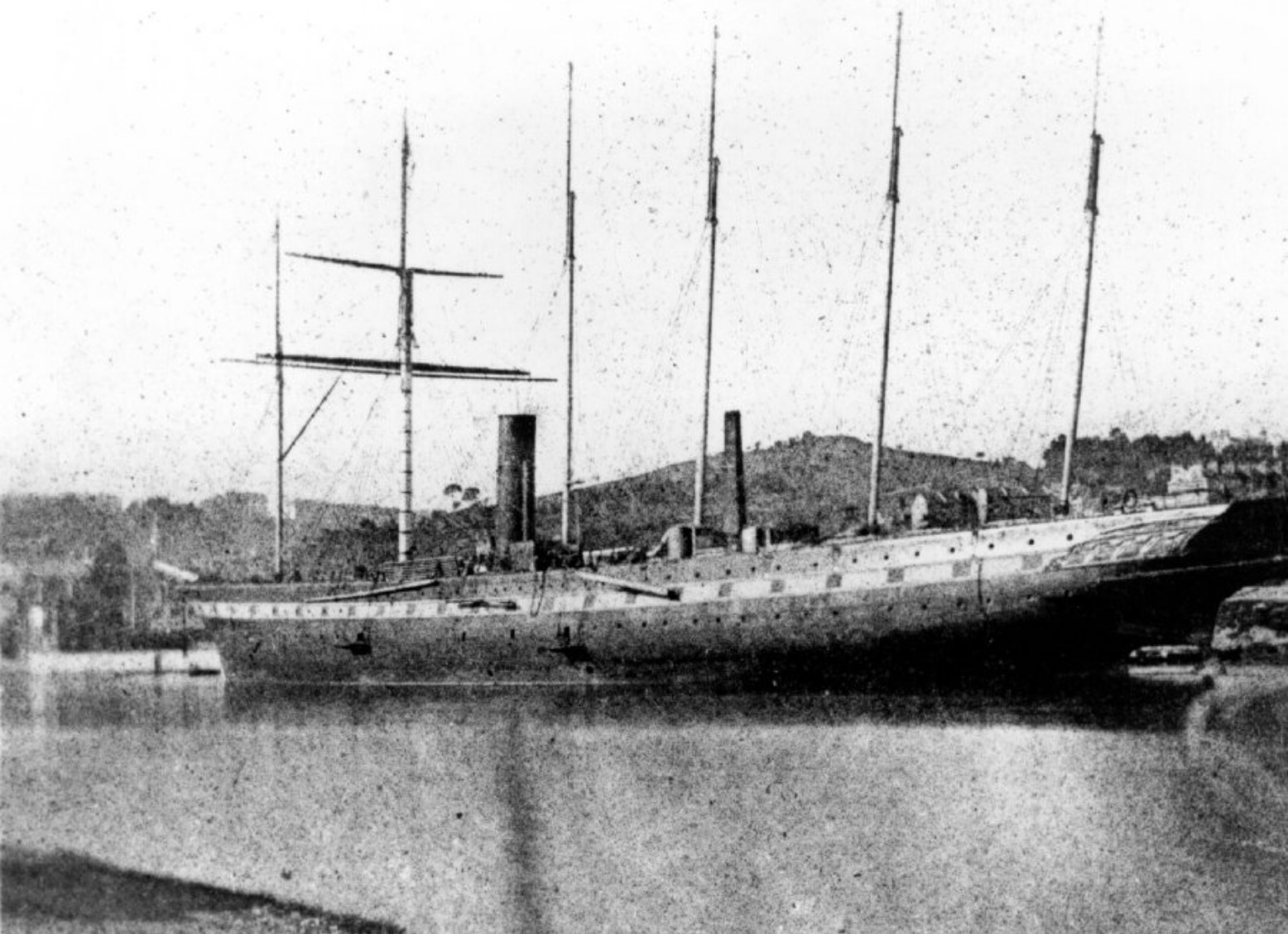
Dampfschiff Great Britain

- 26. Juli: In Liverpool startet die von Isambard Kingdom Brunel konstruierte Great Britain zu ihrer Jungfernfahrt nach New York City. Mit ihr überquert das erste Dampfschiff mit Propellerantrieb den Atlantischen Ozean. Die rund vierzehntägige Reisezeit für eine Atlantiküberquerung wurde zuvor nicht erreicht.
- Die Prospect Park Incline Railway bei den Niagarafällen, die vermutlich älteste Wasserballastbahn der Welt, wird eröffnet.

#### Sozialforschung/Wirtschaftswissenschaft
- Friedrich Engels verfasst Die Lage der arbeitenden Klasse in England.

### Kultur

#### Bildende Kunst

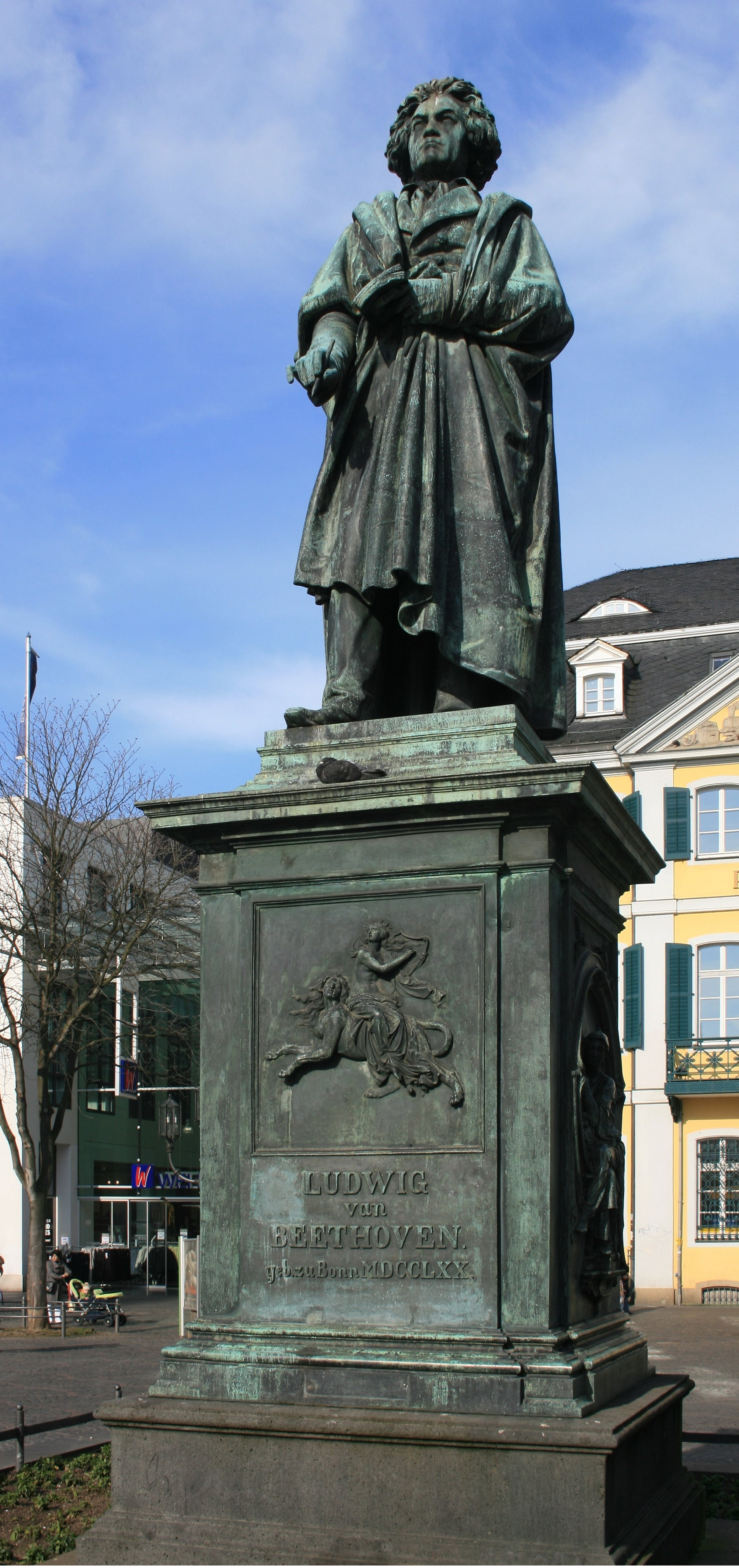
Beethovendenkmal auf dem Münsterplatz in Bonn

- 12. August: Auf dem Bonner Münsterplatz wird das von Ernst Hähnel entworfene Beethoven-Denkmal feierlich enthüllt.
- Sommer: Das von Architekt Friedrich August Stüler nach Bleistiftskizzen Friedrich Wilhelms IV. von Preußen entworfene Schildhorn-Denkmal am Berliner Schildhorn wird von Baumeister Christian Gottlieb Cantian fertiggestellt.
- Die Glasgow Government School of Design wird gegründet.

#### Literatur

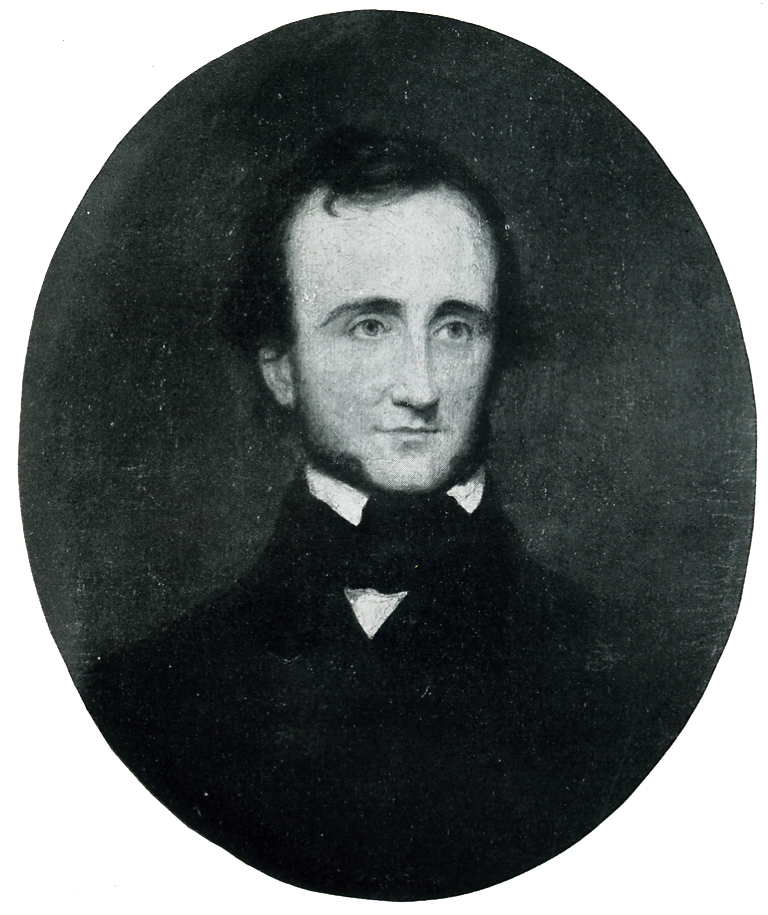
Edgar Allan Poe um 1845

#### Musik und Theater
- 5. Januar: In Dresden erfolgt die Uraufführung der Oper Kaiser Adolph von Nassau von Heinrich Marschner.
- 15. Februar: Am Teatro alla Scala di Milano in Mailand wird die Oper Giovanna d’Arco von Giuseppe Verdi uraufgeführt. Das Libretto von Temistocle Solera basiert auf dem Trauerspiel Die Jungfrau von Orléans von Friedrich Schiller. Die Reaktion des Publikums ist geteilt.
- 13. März: Felix Mendelssohn Bartholdys Violinkonzert e-Moll wird mit Erfolg in Leipzig uraufgeführt. Solist ist Ferdinand David, für den Bartholdy das Stück komponiert hat.
- 21. April: Albert Lortzings Romantische Zauberoper Undine nach der gleichnamigen Erzählung von Friedrich de la Motte Fouqué wird am Stadttheater in Magdeburg uraufgeführt.

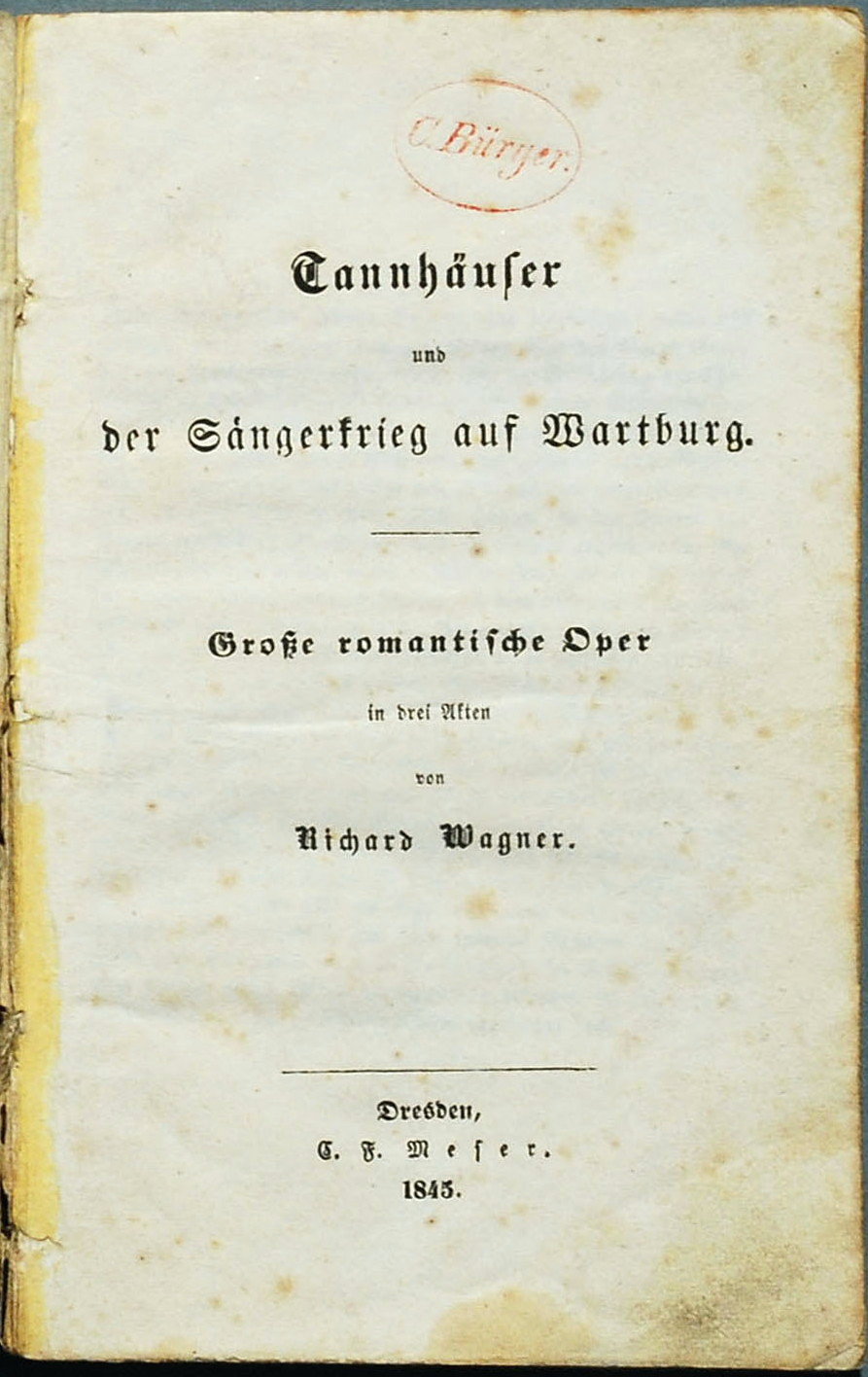
Titelblatt des Textbuchs im Jahr der Uraufführung

- 19. Oktober: Die Uraufführung der Oper Tannhäuser von Richard Wagner findet am Königlich Sächsischen Hoftheater (Semperoper) in Dresden statt. Joseph Tichatschek singt die Titelrolle, Wilhelmine Schröder-Devrient die Rolle der Venus.
- 20. Dezember: In Leipzig kommt Felix Mendelssohn Bartholdys 2. Klaviertrio zur Uraufführung.

### Gesellschaft
- 27. Juni: In Stuttgart wird die Ende des Vorjahres verurteilte Christiane Ruthardt als Mörderin hingerichtet, woran sich die „Affäre Ruthardt“ um die Schändung ihres Leichnams anschließt.
- Die Hauswirtschaftslehrerin, Erzieherin und Gouvernante Henriette Davidis veröffentlicht ihr Praktisches Kochbuch in einer Auflage von 1.000 Stück. Es entwickelt sich über die Jahre zum bekanntesten Kochbuch Deutschlands.

### Religion
- 19. Oktober: Der bisherige Koadjutor Johannes von Geissel wird als Nachfolger des verstorbenen Clemens August II. Droste zu Vischering neuer Erzbischof von Köln.

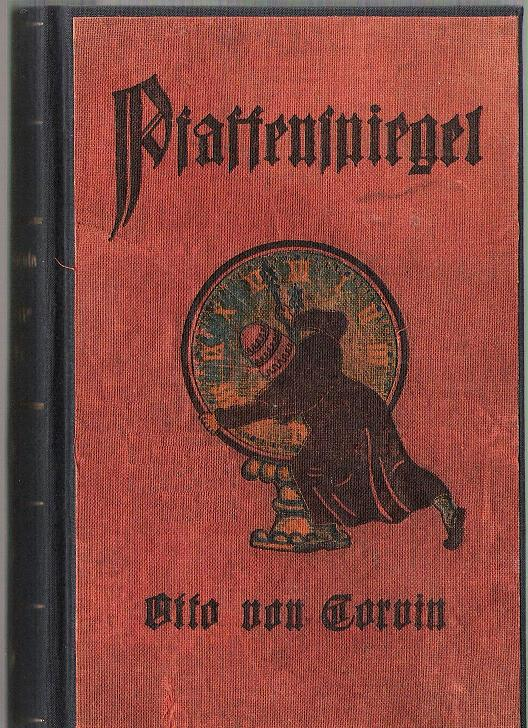
Pfaffenspiegel

- Otto von Corvins gegen die katholische Kirche gerichtetes polemisches Werk Pfaffenspiegel erscheint in der ersten Auflage.

### Katastrophen

#### Die Große Hungersnot in Irland
- Nach einer schweren Missernte infolge der Kartoffelfäule beginnt in Irland die große Hungersnot. Bis 1849 sterben rund eine Million Menschen, etwa 12 % der irischen Bevölkerung. Zwei Millionen Menschen wandern aus. Großbritanniens Premierminister Sir Robert Peel ergreift im November zunächst Gegenmaßnahmen, indem er – ohne Genehmigung des Kabinetts – den Kauf von Mais aus den Vereinigten Staaten anordnet. Die Preise entsprechen zunächst den Selbstkosten.

#### Hochwasser in Deutschland
- Nachdem der Main am 23. März noch so fest zugefroren ist, dass in Aschaffenburg eine Kegelbahn und Fischbäckereien auf dem Eis eingerichtet werden können, beginnt am 27. März ein Tauwetter und der Fluss tritt über die Ufer. Am Pegel Würzburg wird am 30. März der höchste Wasserstand des Mains der letzten 200 Jahre gemessen.

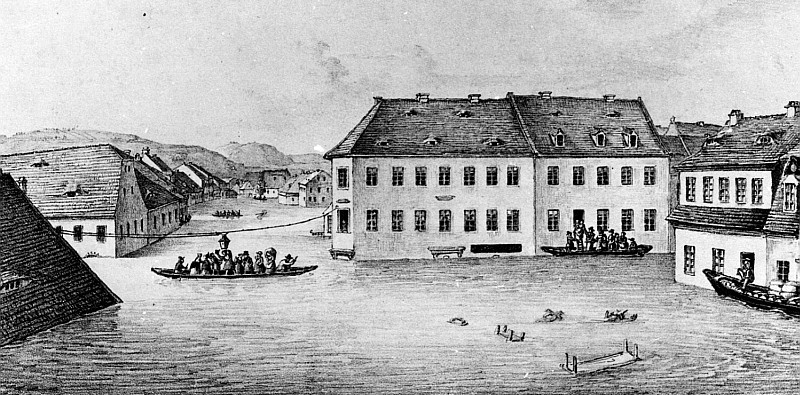
Hochwasser 1845 in der Triebischvorstadt in Meißen

- 31. März: Die Sächsische Sintflut entlang der Elbe erreicht im Raum Dresden ihren Höhepunkt.

#### Weitere Katastrophen

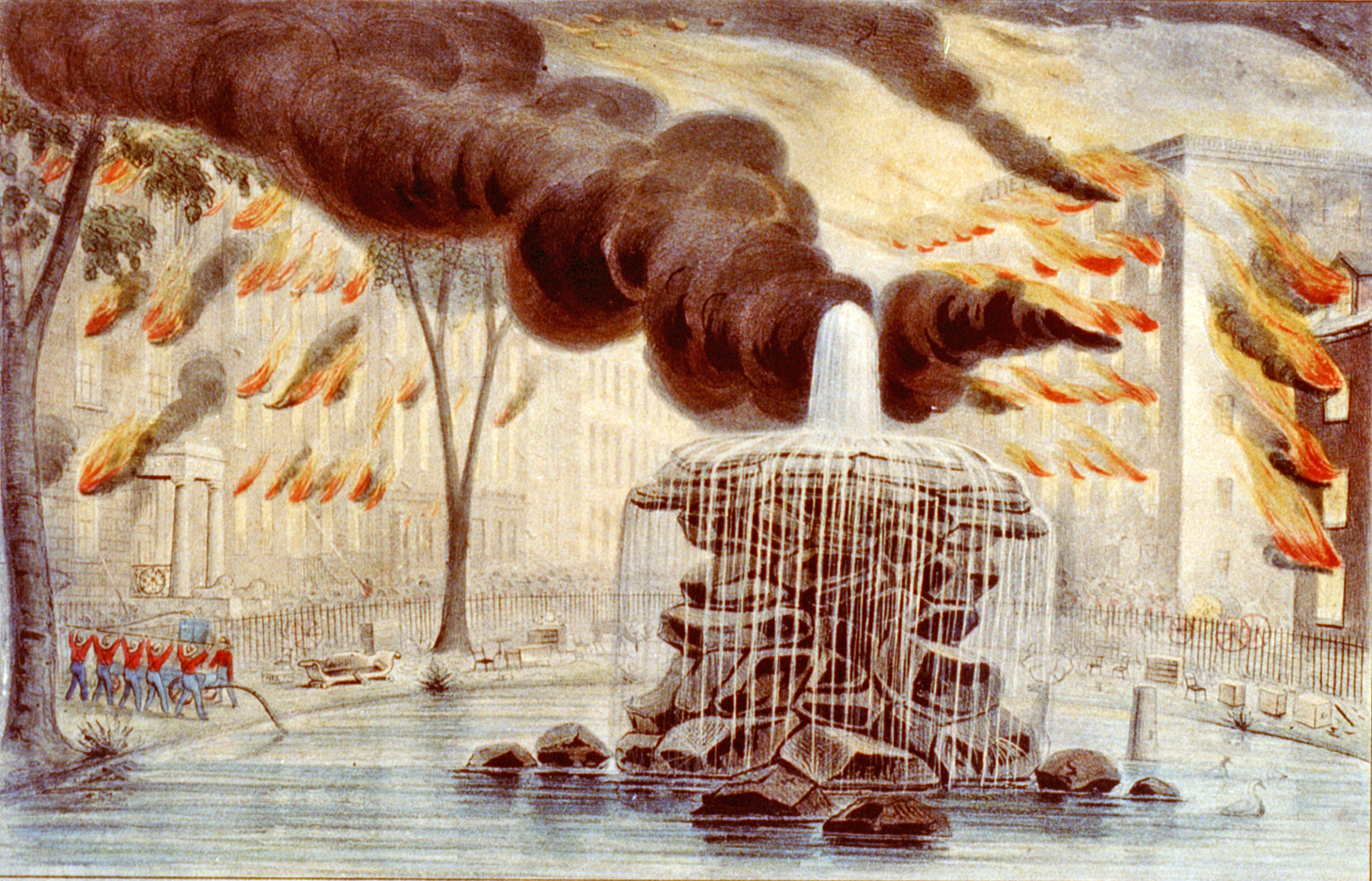
Great New York City Fire 1845

- 19. Juli: In einer Walölfabrik in New York City bricht ein Feuer aus, das rasch auf große Teile der Downtown übergreift, die sich von einem Feuer im Jahr 1835 noch nicht erholt hat. Zahlreiche Blocks brennen bis auf die Grundmauern nieder, 30 Menschen kommen bei der Katastrophe ums Leben.

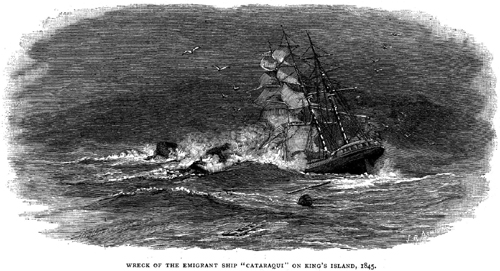
Strandung der Cataraqui

- 4. August: Bei der Strandung des britischen Auswandererschiffs Cataraqui an der tasmanischen Insel King Island, einer der schlimmsten Schiffskatastrophen in der Geschichte Australiens, sterben 399 Passagiere und Besatzungsmitglieder. Nur neun Überlebende können sich retten.

Kleinere Unglücksfälle sind in den Unterartikeln von Katastrophe und in der Liste von Katastrophen aufgeführt.

### Sport
- 30. Juli: Der Allgemeine Turnverein zu Leipzig von 1845 e. V. (ATV Leipzig) wird unter anderem von Carl Ernst Bock, Karl Biedermann und Moritz Schreber gegründet.

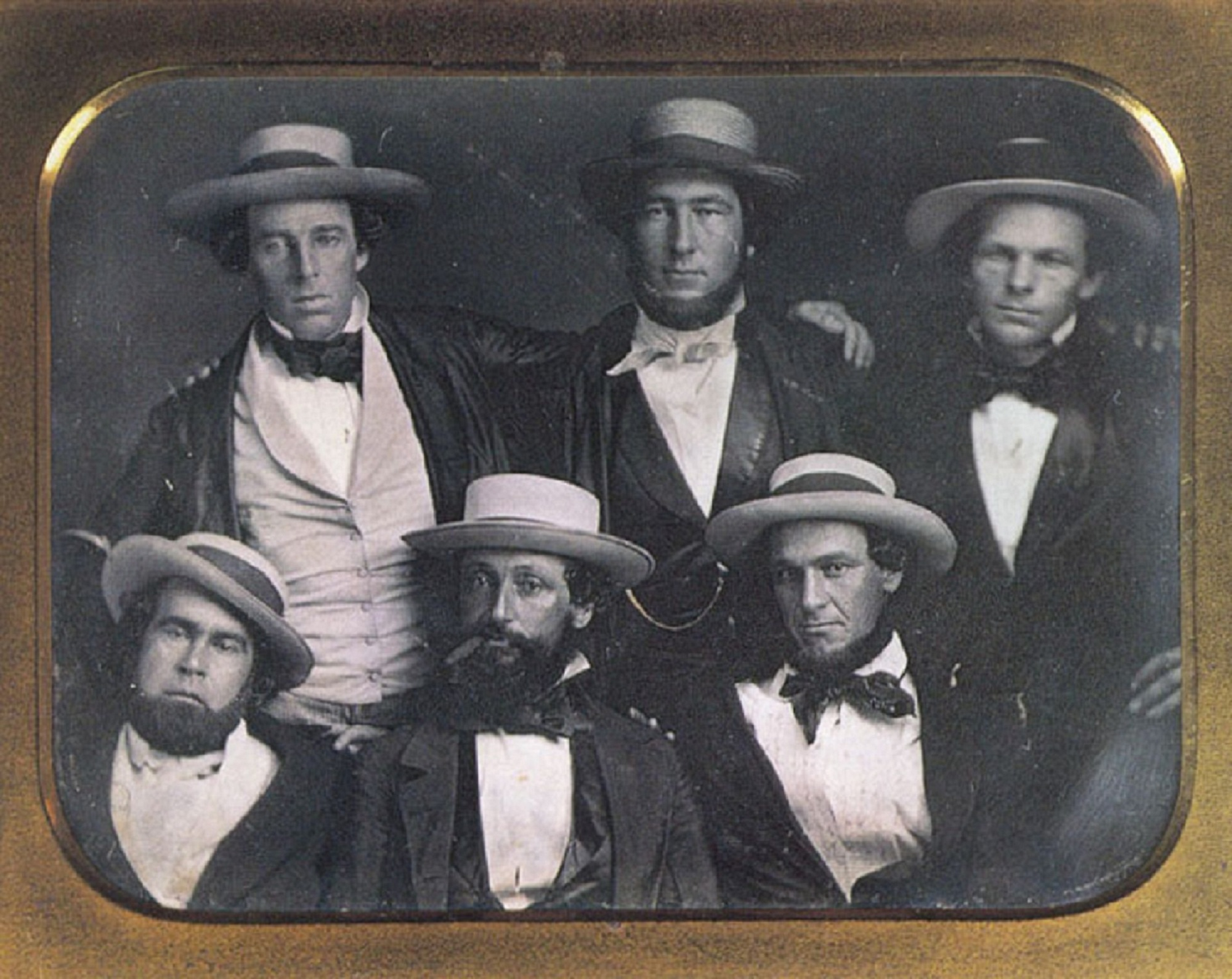
The New York Knickerbockers Baseball Club, um 1847, Cartwright Mitte oben

- 23. September: Der erste Baseball-Verein wird gegründet, die New York Knickerbockers. Hier werden unter Federführung von Alexander Cartwright auch die ersten Baseballregeln entworfen.

## Geboren

### Januar/Februar
- 01. Januar: Pierre Moriaud, Schweizer Jurist und Politiker († 1914)
- 03. Januar: Dominik Avanzo, deutsch-österreichischer Architekt († 1910)
- 05. Januar: Charles Marley Anderson, US-amerikanischer Politiker († 1908)
- 07. Januar: Ludwig III., letzter bayerischer König († 1921)
- 07. Januar: Paul Deussen, deutscher Indologe und Sanskrit-Gelehrter († 1919)
- 08. Januar: Irving Webster Drew, US-amerikanischer Politiker († 1922)
- 10. Januar: Alexander Burgener, Schweizer Bergführer, Erstbesteiger zahlreicher Gipfel († 1910)
- 13. Januar: François Félix Tisserand, französischer Mathematiker und Astronom († 1896)
- 16. Januar: Charles Dwight Sigsbee, US-amerikanischer Marineoffizier († 1923)
- 17. Januar: Fabio Besta, italienischer Wirtschaftshistoriker († 1922)
- 18. Januar: Bernhard Ludwig Suphan, deutscher Literaturwissenschaftler († 1911)
- 18. Januar: Hermann Grotefend, deutscher Archivar († 1931)
- 19. Januar: Richard Buchta, österreichischer Afrikaforscher († 1894)
- 20. Januar: Bernhard Ziehn, deutsch-amerikanischer Musiktheoretiker († 1912)
- 21. Januar: Harriet Backer, norwegische Malerin († 1932)
- 22. Januar: Jacob Verdam, niederländischer Niederlandist († 1919)
- 26. Januar: Dominique Jules-Antoine, deutscher Tierarzt und Politiker († 1917)
- 29. Januar: Charles Frederick Crisp, US-amerikanischer Politiker († 1896)
- 29. Januar: Carl Heinrich Florenz Müller, genannt „Röntgenmüller“, deutscher Unternehmer († 1912)
- 30. Januar: José Domingo de Obaldía, panamaischer Staatspräsident († 1910)
- 31. Januar: Jules-François-Armand Dartois de Bournonville, französischer Schriftsteller († 1912)
- 02. Februar: Josef Mauracher, österreichischer Orgelbauer († 1907)
- 02. Februar: Johann Puluj, ukrainischer Physiker († 1918)
- 03. Februar: Ernst von Wildenbruch, deutscher Dichter und Dramatiker († 1909)
- 05. Februar: John Walter Smith, US-amerikanischer Politiker († 1925)
- 06. Februar: Bernhard von Prittwitz und Gaffron, Landesältester von Oberschlesien († 1923)
- 06. Februar: Ernst Eckstein, deutscher Schriftsteller († 1900)

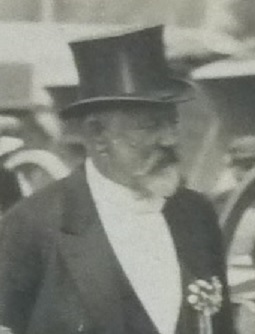
Andreas Flocken, 1910

- 06. Februar: Andreas Flocken, deutscher Unternehmer und Erfinder († 1913)
- 08. Februar: Emil Sax, österreichischer Nationalökonom († 1927)
- 08. Februar: Francis Ysidro Edgeworth, englischer Ökonom († 1926)
- 09. Februar: Ludwig Forrer, Schweizer Politiker († 1921)
- 10. Februar: Josef Stübben, deutscher Architekt († 1936)
- 11. Februar: Ahmed Tevfik Pascha, letzter Großwesir des Osmanischen Reiches († 1936)
- 11. Februar: Alexander Dockery, US-amerikanischer Politiker († 1926)
- 12. Februar: Wilhelm Heinrich Roscher, deutscher Altphilologe († 1923)
- 13. Februar: Ernest Leroux, französischer Buchhändler und Verleger († 1917)
- 13. Februar: Wilhelm Oswald Lohse, deutscher Astronom († 1915)
- 13. Februar: Anders Montan, schwedischer Lithograf, Genre- und Interieurmaler († 1917)
- 15. Februar: Elihu Root, US-amerikanischer Autor und Friedensnobelpreisträger († 1937)
- 16. Februar: François-Virgile Dubillard, Erzbischof von Chambéry und Kardinal († 1914)
- 17. Februar: Antonia Maria Fernanda Micaela Gabriela Rafaela Francesca de Assis Ana Gonzaga Silvina Julia Augusta, Infantin von Portugal und Prinzessin von Braganza, Sachsen-Coburg und Gotha († 1913)
- 20. Februar: Andreas Johannes Georg Andresen, deutscher Pädagoge und Altphilologe († 1929)
- 21. Februar: Lloyd Lowndes, US-amerikanischer Politiker († 1905)
- 22. Februar: Charles Frédéric Porret, Schweizer evangelischer Geistlicher und Hochschullehrer († 1921)
- 22. Februar: Wilhelm Valentiner, deutscher Astronom († 1931)
- 23. Februar: Karl Wilhelm Augustin, deutscher Gymnasiallehrer und Entomologe († 1932)
- 25. Februar: George Reid, australischer Politiker und Premierminister († 1918)
- 28. Februar: Jules-Étienne Gazaniol, französischer Geistlicher und römisch-katholischer Bischof von Constantine († 1917)

### März/April

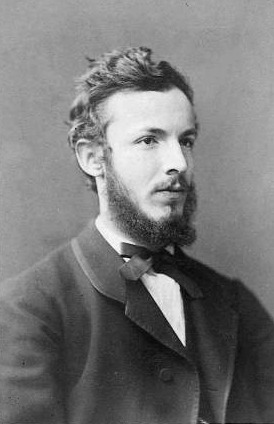
Georg Cantor

- 03. März: Georg Cantor, deutscher Mathematiker († 1918)
- 04. März: Ludwig Aloys von Arco auf Valley, deutscher Diplomat († 1891)
- 07. März: Heinrich Jantsch, österreichischer Schauspieler und Theaterintendant († 1899)
- 09. März: Wilhelm Pfeffer, deutscher Botaniker und Pflanzenphysiologe († 1920)

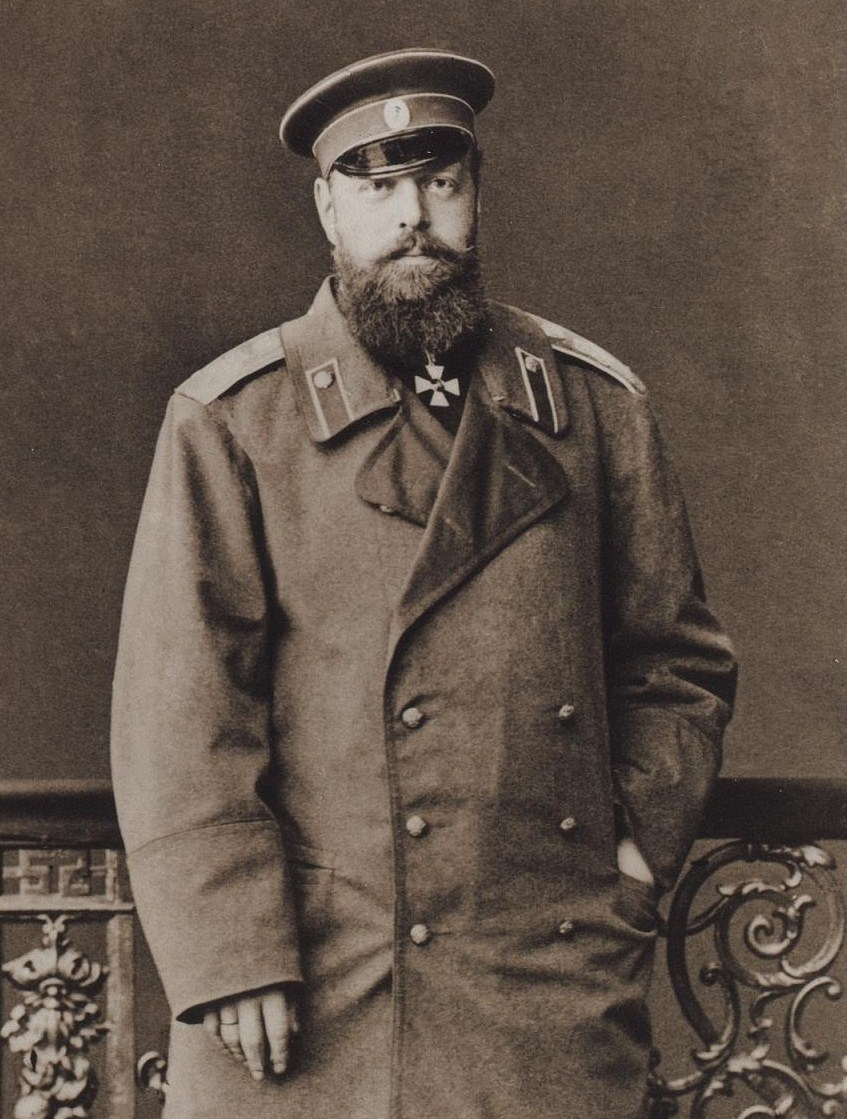
Kaiser Alexander III. von Russland

- 10. März: Alexander III., russischer Zar († 1894)
- 10. März: Charles J. Bell, US-amerikanischer Politiker († 1909)
- 14. März: August Bungert, deutscher Komponist († 1915)
- 15. März: Chapman Levy Anderson, US-amerikanischer Politiker († 1924)
- 19. März: Ludwig von Aretin, deutscher Politiker († 1882)
- 20. März: William Richard Gowers, britischer Neurologe († 1915)
- 24. März: Isidore Strauss, US-amerikanischer Geschäftsmann und Politiker († 1912)
- 25. März: Alexandre Gavard, Schweizer Lehrer und Politiker († 1898)
- 25. März: Adolf von Groß, deutscher Finanzverwalter der Bayreuther Festspiele († 1931)
- 26. März: Ernst Anders, deutscher Porträt- und Genremaler († 1911)

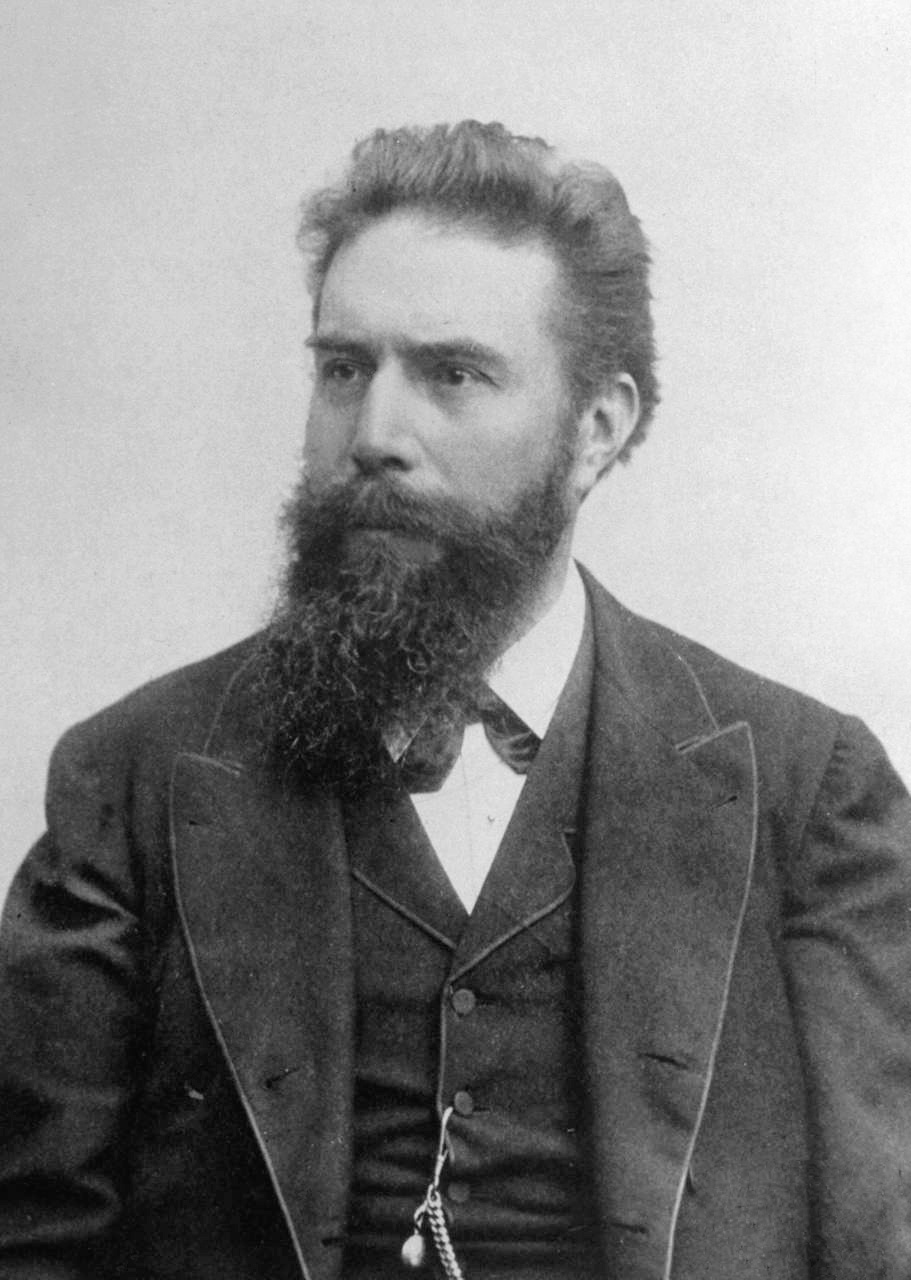
Wilhelm Conrad Röntgen

- 27. März: Wilhelm Conrad Röntgen, deutscher Physiker († 1923)
- 01. April: Wilhelm Meyer, deutscher Altphilologe und Mediävist († 1917)
- 03. April: William James Farrer, australischer Agrarwissenschaftler und Weizenzüchter († 1906)
- 04. April: František Plesnivý, böhmischer Architekt († 1918)
- 05. April: Friedrich Merkel, deutscher Mediziner († 1919)
- 11. April: Johann Berger, österreichischer Schachspieler und -theoretiker († 1933)
- 11. April: Otto Hense, deutscher Altphilologe († 1931)
- 13. April: Josef Aichbichler, bayerischer Politiker († 1912)
- 13. April: Richard Aßmann, deutscher Meteorologe († 1918)
- 17. April: Max Arnhold, Dresdner Bankier († 1908)
- 23. April: Adolf von Zemlinszky, österreichischer Schriftsteller und Journalist († 1900)
- 23. April: Pier Andrea Saccardo, italienischer Botaniker († 1920)
- 24. April: Carl Spitteler, Schweizer Dichter und Schriftsteller († 1924)
- 26. April: Jorge Montt Álvarez, chilenischer Offizier und Staatspräsident († 1922)
- 26. April: Roberto Biscaretti di Ruffia, italienischer Unternehmer und Politiker († 1940)
- 27. April: Friedrich von Hefner-Alteneck, deutscher Konstrukteur, Elektrotechniker und Ingenieur († 1904)
- 30. April: Jakob Lutz, Schweizer Lehrer und Politiker († 1921)

### Mai/Juni
- 03. Mai: Gustav Adolf Haggenmacher, Schweizer Afrikaforscher († 1875)
- 04. Mai: William Kingdon Clifford, britischer Philosoph und Mathematiker († 1879)
- 04. Mai: Louis Henry Davies, kanadischer Politiker und Richter († 1924)
- 05. Mai: Eugen Askenasy, deutscher Biologe († 1903)
- 09. Mai: Carl Gustav Patrik de Laval, französisch-schwedischer Ingenieur († 1913)
- 11. Mai: Carl Eduard Gesell, deutscher Orgelbauer († 1894)
- 12. Mai: Gabriel Fauré, französischer Komponist († 1924)
- 15. Mai: Julio Ituarte, mexikanischer Komponist († 1905)
- 15. Mai: Ilja Iljitsch Metschnikow, russischer Zoologe, Bakteriologe und Immunologe († 1916)
- 17. Mai: Pedro Lira, chilenischer Maler († 1912)
- 27. Mai: Adolf Mensing, preußischer Seeoffizier und Hydrograph († 1929)
- 30. Mai: Amadeus, spanischer König († 1890)
- 31. Mai: Adolf Bleichert, deutscher Unternehmer und Wegbereiter des Seilbahnbaus († 1901)
- 02. Juni: Auguste Groß von Trockau, deutsche Schriftstellerin († 1915)
- 03. Juni: Arthur von Posadowsky-Wehner, deutscher Politiker († 1932)
- 05. Juni: Hermann von Barth, deutscher Bergsteiger († 1876)
- 05. Juni: Pierre Deluns-Montaud, französischer Politiker († 1907)
- 07. Juni: Leopold Auer, ungarischer Violinist, Violinpädagoge und Dirigent († 1930)
- 13. Juni: Georg von Hollen, preußischer Admiral († 1900)
- 14. Juni: Antonio Maceo, kubanischer General († 1896)
- 15. Juni: Charles-Marie Panneton, kanadischer Pianist, Musikpädagoge und Komponist († 1890)
- 18. Juni: Alphonse Laveran, französischer Mediziner und Nobelpreisträger († 1922)
- 19. Juni: Eduard Bartling, deutscher Unternehmer und Politiker († 1927)
- 22. Juni: Richard Seddon, Premierminister von Neuseeland († 1906)
- 29. Juni: George Wesley Atkinson, US-amerikanischer Politiker († 1925)
- 30. Juni: Italo Campanini, italienischer Operntenor († 1896)

### Juli/August
- 01. Juli: Arthur Freiherr von Seckendorff-Gudent, schweizerisch-österreichischer Forstwissenschaftler († 1886)
- 04. Juli: Thomas John Barnardo, irisch-britischer Wohltäter († 1905)
- 04. Juli: Pál Szinyei Merse, ungarischer Maler († 1920)
- 09. Juli: George Howard Darwin, britischer Astronom und Mathematiker († 1912)
- 10. Juli: Joseph Crocé-Spinelli, französischer Ballonpionier († 1875)
- 14. Juli: Hermann Sander, deutscher Fabrikant und Kommunalpolitiker († 1939)
- 18. Juli: Tristan Corbière, französischer Lyriker († 1875)
- 20. Juli: Eduard Sachau, deutscher Orientalist († 1930)

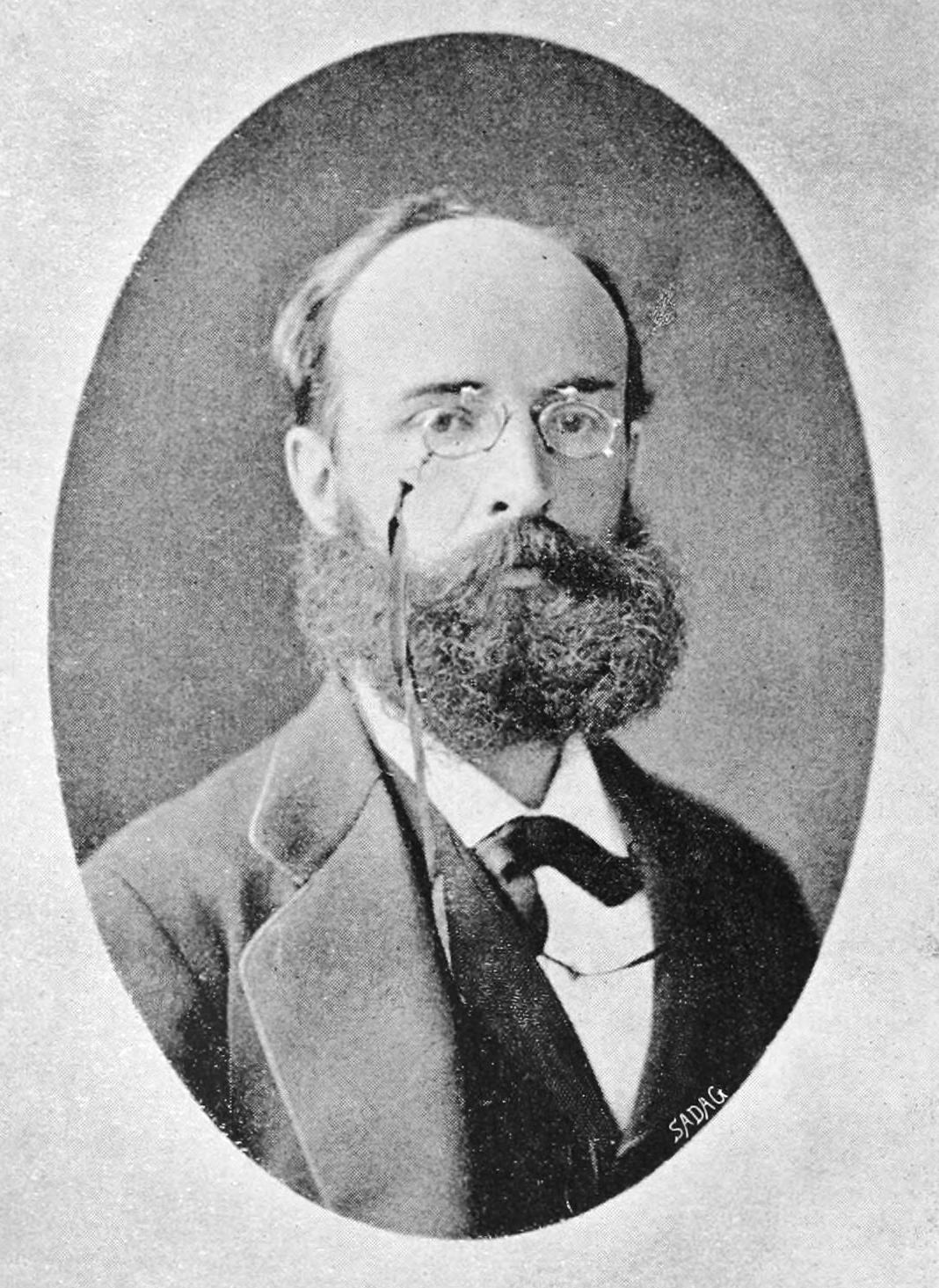
Hermann Fol

- 23. Juli: Hermann Fol, schweizerischer Zoologe und Gründer der modernen Zellbiologie († 1892)
- 25. Juli: Victor Haderup, dänischer Zahnarzt († 1913)
- 28. Juli: Adolf Angst, schweizerischer Unternehmer († 1928)

- 09. August: Adele Perlmutter, österreichische Fotografin († 1941)
- 08. August: Thomas Koschat, österreichischer Komponist und Chorleiter († 1914)
- 10. August: Abai Qunanbajuly, kasachischer Dichter, Schriftsteller und Denker († 1904)
- 13. August: Attilio Catelli, italienischer Librettist († 1877)
- 15. August: Walter Crane, britischer Maler († 1915)
- 15. August: Ludwig Rochus Schmidlin, Schweizer römisch-katholischer Geistlicher, Pädagoge und Kirchenhistoriker († 1917)
- 16. August: Arvid Ahnfelt, schwedischer Literaturhistoriker († 1890)
- 16. August: Gabriel Lippmann, französischer Physiker († 1921)
- 20. August: Friedrich Abraham Stock, Schweizer Mediziner und Politiker († 1895)

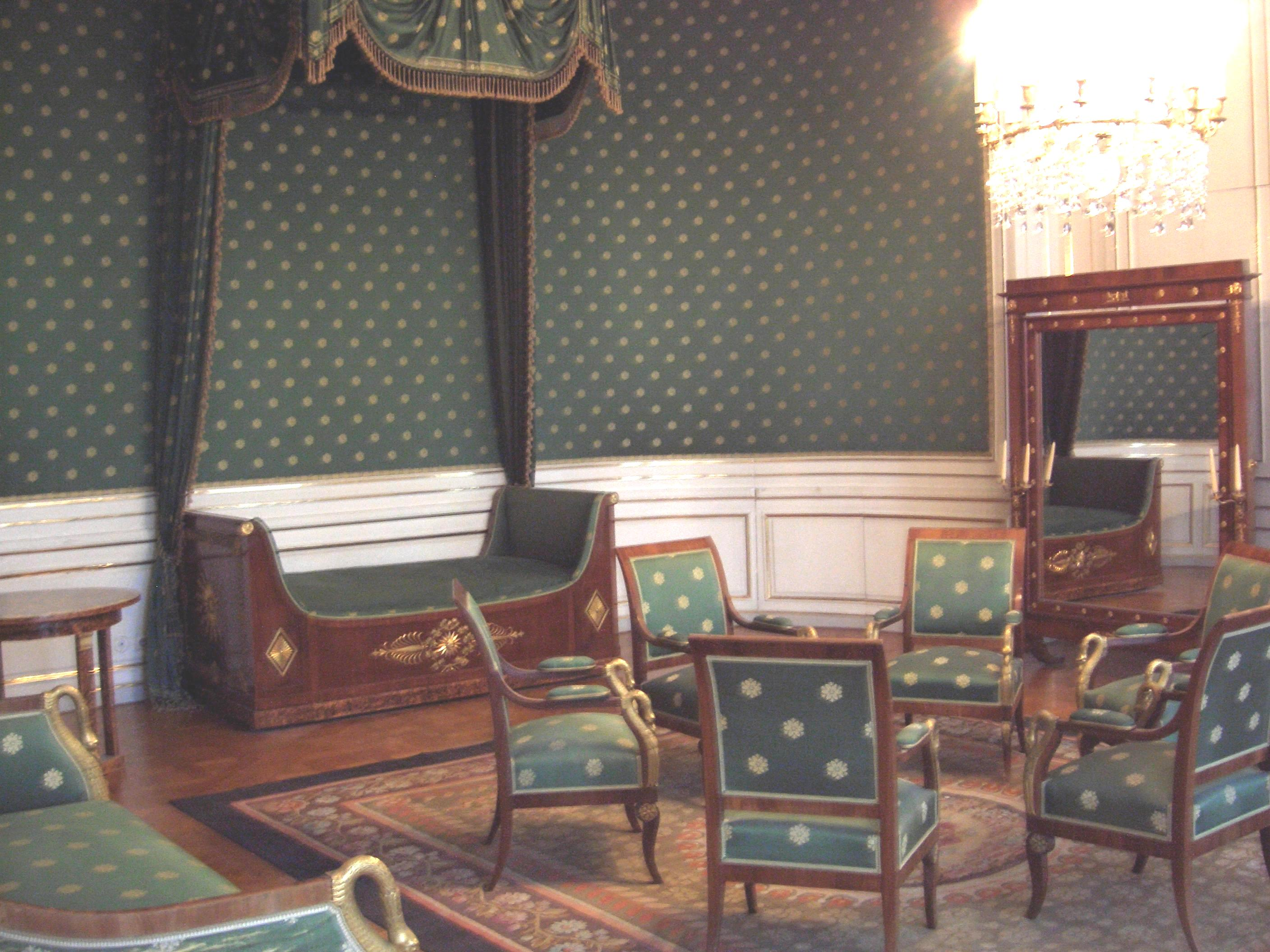
Ludwigs Geburtszimmer auf Schloss Nymphenburg

- 25. August: Ludwig II., bayrischer König († 1886)
- 26. August: James Cassius Williamson, australischer Schauspieler und Impresario († 1913)
- 26. August: Mary Ann Nichols, erstes Opfer der Whitechapel-Morde des Serienmörders Jack the Ripper († 1888)
- 28. August: Albert Böhler, österreichischer Industrieller († 1899)
- 29. August: Gonville Bromhead, kommandierte die britischen Truppen bei Rorke’s Drift († 1892)

### September/Oktober
- 03. September: Cornelius Herz, französischer Geschäftsmann († 1898)
- 07. September: Max Schreyer, sächsischer Förster und Dichter des Liedes Dar Vuglbärbaam († 1922)
- 11. September: Jean-Maurice-Émile Baudot, französischer Ingenieur und Erfinder († 1903)
- 11. September: Käthe Freiligrath-Kroeker, deutsche Übersetzerin und Dichterin († 1904)
- 11. September: Robert Lüdtge, deutscher Physiker († 1880)
- 11. September: Benton McMillin, amerikanischer Politiker, Gouverneur von Tennessee († 1933)
- 15. September: Andreas Reischek, österreichischer Forschungsreisender, Ethnograph und Ornithologe († 1902)
- 18. September: Georges Edouard Godet, Schweizer evangelischer Geistlicher und Hochschullehrer († 1907)
- 21. September: August Wilhelmj, deutscher Violinist († 1908)
- 21. September: Ernst August, Kronprinz von Hannover, Prinz von Großbritannien und Irland († 1923)
- 24. September: Nikolai Karl Adolf Anderson, deutsch-baltischer Philologe († 1905)
- 25. September: Eugen Esche, deutscher Handelsmann, Textilunternehmer und freisinniger Politiker († 1902)
- 27. September: Joseph Müller, Weihbischof in Köln († 1921)
- 28. September: Cæsar Peter Møller Boeck, norwegischer Dermatologe († 1917)
- 01. Oktober: Hermann Aron, deutscher Forscher auf dem Gebiet der Elektrotechnik († 1913)
- 02. Oktober: Gottfried Zumoffen, Schweizer Jesuit und Archäologe († 1928)
- 07. Oktober: Marie Heim-Vögtlin, erste Schweizer Ärztin († 1916)
- 07. Oktober: Otto March, deutscher Architekt († 1913)
- 09. Oktober: Ferdinand Joseph Arnodin, französischer Ingenieur und Industrieller († 1924)
- 09. Oktober: Erwin Rohde, deutscher Altphilologe († 1898)
- 10. Oktober: Anton Jörgen Andersen, norwegischer Komponist († 1926)
- 11. Oktober: Reinhold Kraetke, deutscher Reichspostminister († 1934)
- 14. Oktober: Otto Leichtenstern, deutscher Internist († 1900)
- 18. Oktober: Julius Lehr, deutscher Forstwissenschaftler und Nationalökonom († 1894)
- 21. Oktober: Marshall Arnold, US-amerikanischer Politiker († 1913)
- 22. Oktober: Edmund Reitter, deutscher Entomologe, Sachbuchautor und Kaufmann († 1920)
- 25. Oktober: Otto Schramm, deutscher Unternehmer († 1902)
- 25. Oktober: Rafael Stahl, deutscher Erfinder und Unternehmer († 1899)

### November/Dezember

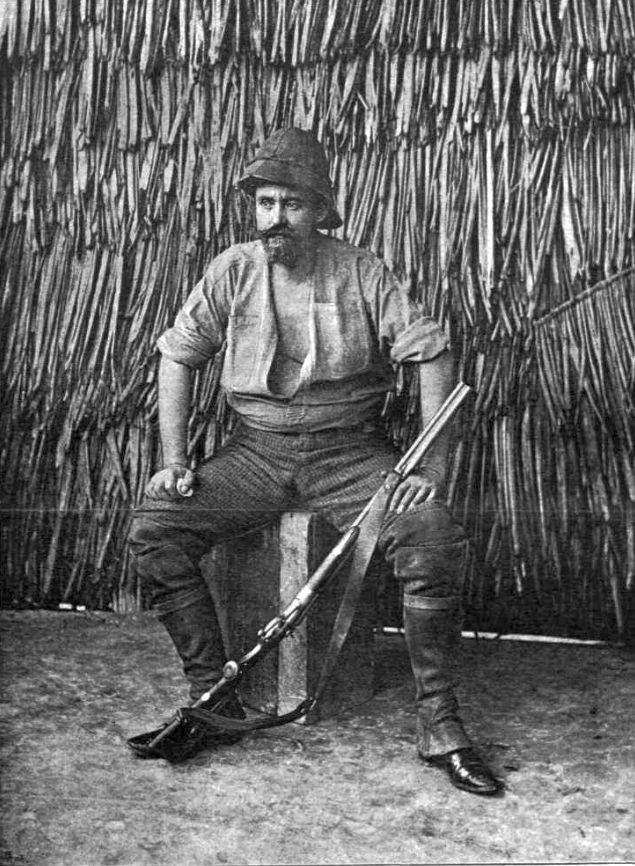
Sámuel Teleki

- 01. November: Sámuel Teleki, österreichisch-ungarischer Politiker, Entdecker und Forschungsreisender († 1916)
- 03. November: Edward Douglass White, Oberster Bundesrichter der USA 1910 bis 1921 († 1921)
- 07. November: Ottavio Cagiano de Azevedo, italienischer Kardinal der römisch-katholischen Kirche († 1927)
- 10. November: Martti Rautanen, finnischer evangelischer Missionar († 1926)
- 10. November: John Thompson, kanadischer Politiker († 1894)
- 14. November: Ernst Perabo, US-amerikanischer Pianist und Komponist († 1920)
- 15. November: Tina Blau, österreichische Malerin († 1916)
- 15. November: Karl Heyden, deutscher Genre-, Stillleben-, Porträt-, Veduten-, Architektur- und Landschaftsmaler der Düsseldorfer Schule († 1933)
- 17. November: Alexis, Fürst zu Bentheim und Steinfurt († 1919)
- 25. November: José Maria Eça de Queiroz, portugiesischer Schriftsteller († 1900)
- 01. Dezember: Georg Atzel, deutscher Politiker
- 07. Dezember: Ferdinand Heerdegen, deutscher Altphilologe († 1930)
- 08. Dezember: Herbert Giles, britischer Sinologe († 1935)

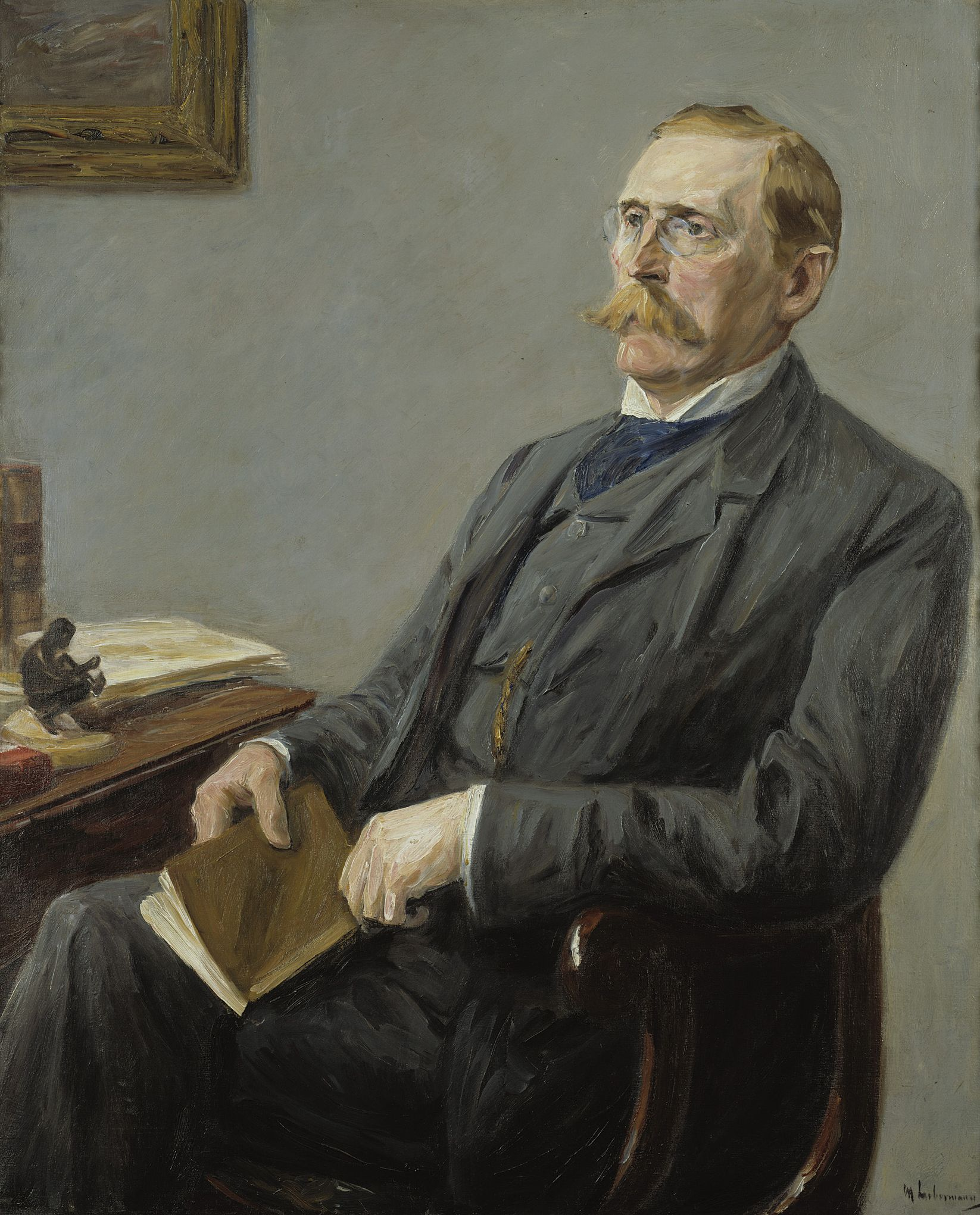
Wilhelm von Bode, 1904

- 10. Dezember: Wilhelm von Bode, deutscher Kunsthistoriker und Museumsdirektor († 1929)
- 15. Dezember: Johann Auderer, deutscher Zigarrenarbeiter und Politiker
- 17. Dezember: Hermann Zimmermann, deutscher Bauingenieur († 1935)
- 18. Dezember: Nikola Pašić, serbischer Politiker und Ministerpräsident († 1926)
- 19. Dezember: Henri Joseph Perrotin, französischer Astronom († 1904)
- 22. Dezember: Rudolf Heinrich, deutscher Politiker († 1917)
- 23. Dezember: Gustave Ador, Schweizer Politiker († 1928)
- 23. Dezember: Gustav Fischer, deutscher Verleger und Buchhändler († 1910)
- 24. Dezember: Georg I., König von Griechenland († 1913)
- 25. Dezember: Karl Reimer, deutscher Chemiker und Industrieller († 1883)
- 27. Dezember: Charles Gordon-Lennox, 7. Duke of Richmond, britischer Politiker († 1928)
- 28. Dezember: Karl Glöckner, letzter Veteran des Französisch-Deutschen Krieges von 1870/71 († 1953)
- 29. Dezember: Otto Apelt, deutscher klassischer Philologe, Übersetzer und Gymnasiallehrer († 1932)

### Genaues Geburtsdatum unbekannt
- Grigor Ardzrouni, armenischer Schriftsteller und Publizist († 1892)
- Angelo Ferni, italienischer Geiger († 1916)
- Abdol Majid Mirza Eyn-al-Dowleh, iranischer Premierminister († 1927)

## Gestorben

### Januar bis April
- 02. Januar: Hortense Haudebourt-Lescot, französische Malerin (* 1784)
- 02. Januar: Mullawirraburka, Anführer vom Stamm der Aborigines der Kaurna (* 1811)

Selbstporträt von Louis-Léopold Boilly

- 04. Januar: Louis-Léopold Boilly, französischer Maler und Lithograph (* 1761)
- 08. Januar: Luise Pauline Maria Biron von Sagan und Kurland, Fürstin von Hohenzollern-Hechingen (* 1782)
- 10. Januar: Diego Vigil Cocaña, zentralamerikanischer Präsident (* 1799)
- 17. Januar: Nikolaus Friedrich von Thouret, deutscher Maler und Architekt (* 1767)
- 20. Januar: Edward Raczyński, polnischer Adliger, Gründer der Raczynski-Bibliothek (* 1786)
- 21. Januar: Maria Johanna von Aachen, deutsche Schriftstellerin (* 1755)
- 25. Januar: Ignatia Jorth, katholische Ordensgründerin (* 1780)
- 28. Januar: Elisabeth Michailowna Romanowa, russische Großfürstin und Herzogin von Nassau (* 1826)
- 30. Januar: Johann Georg Josef Karl Maria von Aretin, bayerischer Staatsbeamter, Jurist und Nationalökonom (* 1770)
- 10. Februar: William Griffith, britischer Botaniker (* 1810)
- 13. Februar: Henrich Steffens, Philosoph, Naturforscher und Dichter (* 1773)
- 24. Februar: Julius Friedrich Winzer, deutscher Ethnologe und evangelischer Theologe (* 1780)
- 25. Februar: Asher Robbins, US-amerikanischer Politiker (* 1757)
- 26. Februar: Domenico Gilardi, Schweizer Architekt des Neoklassizismus in Moskau (* 1785)
- 28. Februar: Charles Duvernoy, französischer Klarinettist, Musikpädagoge und Komponist (* 1766)
- 28. Februar: Bernhard Sökeland, deutscher Philologe und Historiker (* 1797)
- 01. März: Johann Christian Ferdinand Aßmann, deutscher evangelischer Theologe (* 1792)
- 01. März: Gerhard Janssen Schmid, deutscher Orgelbauer (* 1770)
- 01. März: Johannes Michael Speckter, deutscher Lithograf und Graphik-Sammler (* 1764)
- 04. März: August Gotthilf Gernhard, deutscher Pädagoge und Philologe (* 1771)
- 12. März: Maria Catharina Tismar, deutsche Stiftungsgründerin (* 1764)
- 13. März: Ignaz Bruder, deutscher Orgelbauer (* 1780)
- 16. März: Isaac C. Bates, US-amerikanischer Politiker (* 1779)
- 20. März: Johannes Friedrich Ludwig Schröder, deutscher lutherischer Theologe und Mathematiker (* 1774)
- 04. April: Friedrich Adolf Krummacher, deutscher reformierter Theologe (* 1767)
- 05. April: Friederike Ellmenreich, deutsche Schauspielerin und Schriftstellerin (* 1775)

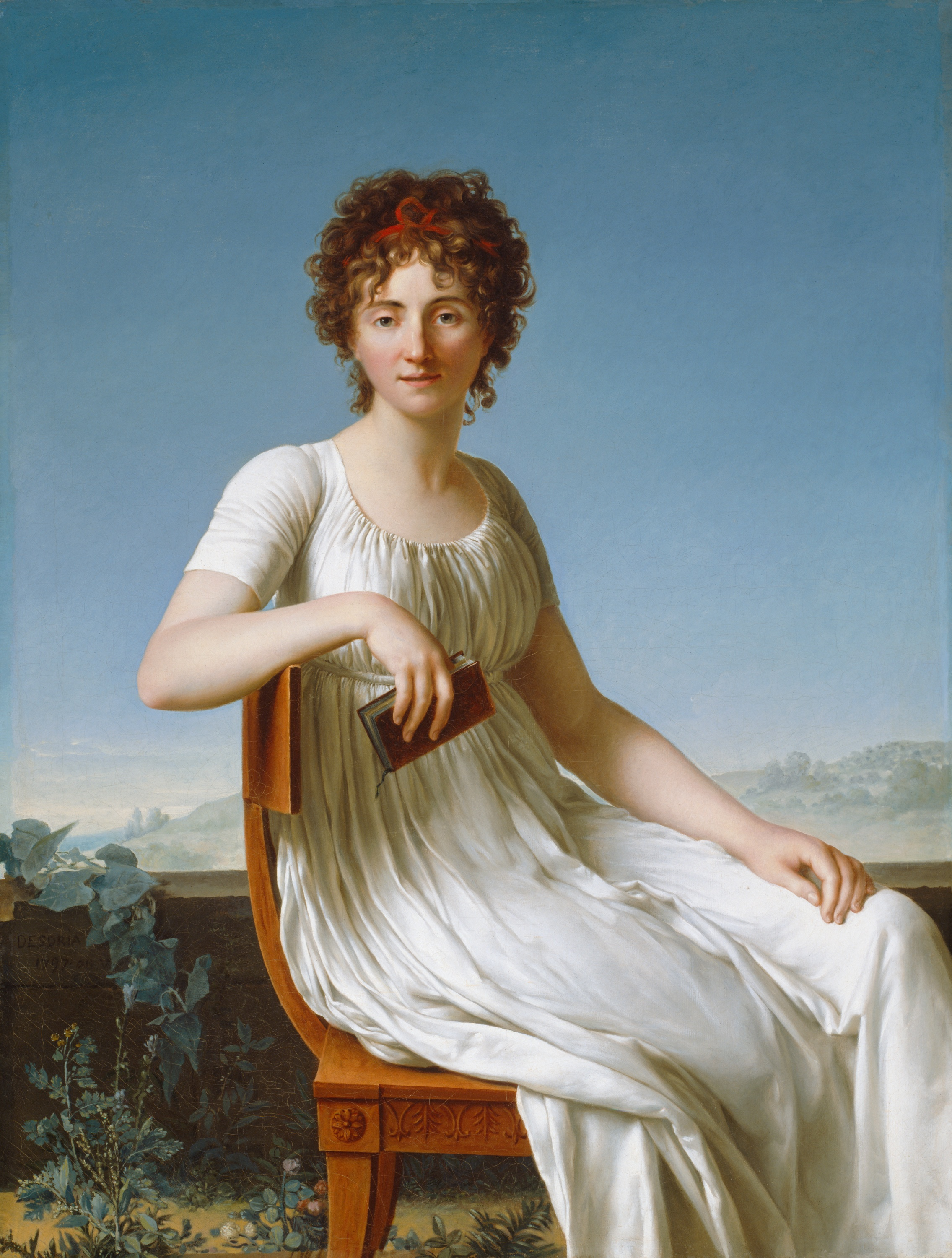
Porträt von Constance zu Salm-Reifferscheidt-Dyck, 1797

- 13. April: Constance zu Salm-Reifferscheidt-Dyck, französische Dichterin und Schriftstellerin (* 1767)
- 15. April: Chandu Lal, Diwan im indischen Fürstenstaat Hyderabad (* 1766)
- 15. April: Philippe Guerrier, Präsident von Haiti (* 1757)
- 15. April: Ferdinand Schazmann, deutscher Jurist (* 1766)
- 18. April: Nicolas-Théodore de Saussure, Schweizer Naturforscher (* 1767)
- 23. April: Johann Rudolf Czernin, österreichischer Verwaltungsbeamter (* 1757)
- 27. April: Karl Friedrich Alexander Freiherr von Arnswaldt, Wissenschaftspolitiker und Staatsminister (* 1768)
- 30. April: Eobanus Friedrich Krebaum, deutscher Orgelbauer (* 1786)

### Mai bis August
- 02. Mai: August Friedrich Pauly, deutscher Philologe (* 1796)
- 02. Mai: Guillaume de Vaudoncourt, französischer General und Kriegshistoriker (* 1772)
- 04. Mai: Josef Danhauser, österreichischer Maler und Grafiker (* 1805)
- 05. Mai: Georg von Hofmann, österreichischer Dramatiker und Librettist (* 1769)
- 11. Mai: William H. Roane, US-amerikanischer Politiker (* 1787)
- 12. Mai: Karl Wilhelm Baumgarten-Crusius, deutscher Pädagoge (* 1786)
- 12. Mai: August Wilhelm Schlegel, deutscher Literaturhistoriker, Orientalist und Philosoph (* 1767)
- 13. Mai: August Gottlob Eberhard, deutscher Dichter und Schriftsteller (* 1769)
- 14. Mai: Philipp Jakob Siebenpfeiffer, politischer Publizist (* 1789)
- 15. Mai: Manuel Aguilar Chacón, Präsident von Costa Rica (* 1797)
- 15. Mai: Christian Krafft, deutscher Theologe, Vertreter der Föderaltheologie (* 1784)
- 20. Mai: Joseph von Hazzi, bayerischer Finanzbeamter, verdienter Schriftsteller über Forstwesen, Landwirtschaft und Statistik (* 1768)
- 26. Mai: Jónas Hallgrímsson, isländischer Poet und Naturwissenschaftler (* 1807)
- 30. Mai: Gottfried Baumann, deutscher Landwirt und Politiker (* 1764)
- 04. Juni: Lasse-Maja, schwedischer Trickdieb (* 1785)
- 07. Juni: Wilhelm Plagge, deutscher Pharmakologe und Hochschullehrer (* 1794)
- 08. Juni: Elisabeth Alida Haanen, niederländische Genremalerin (* 1809)

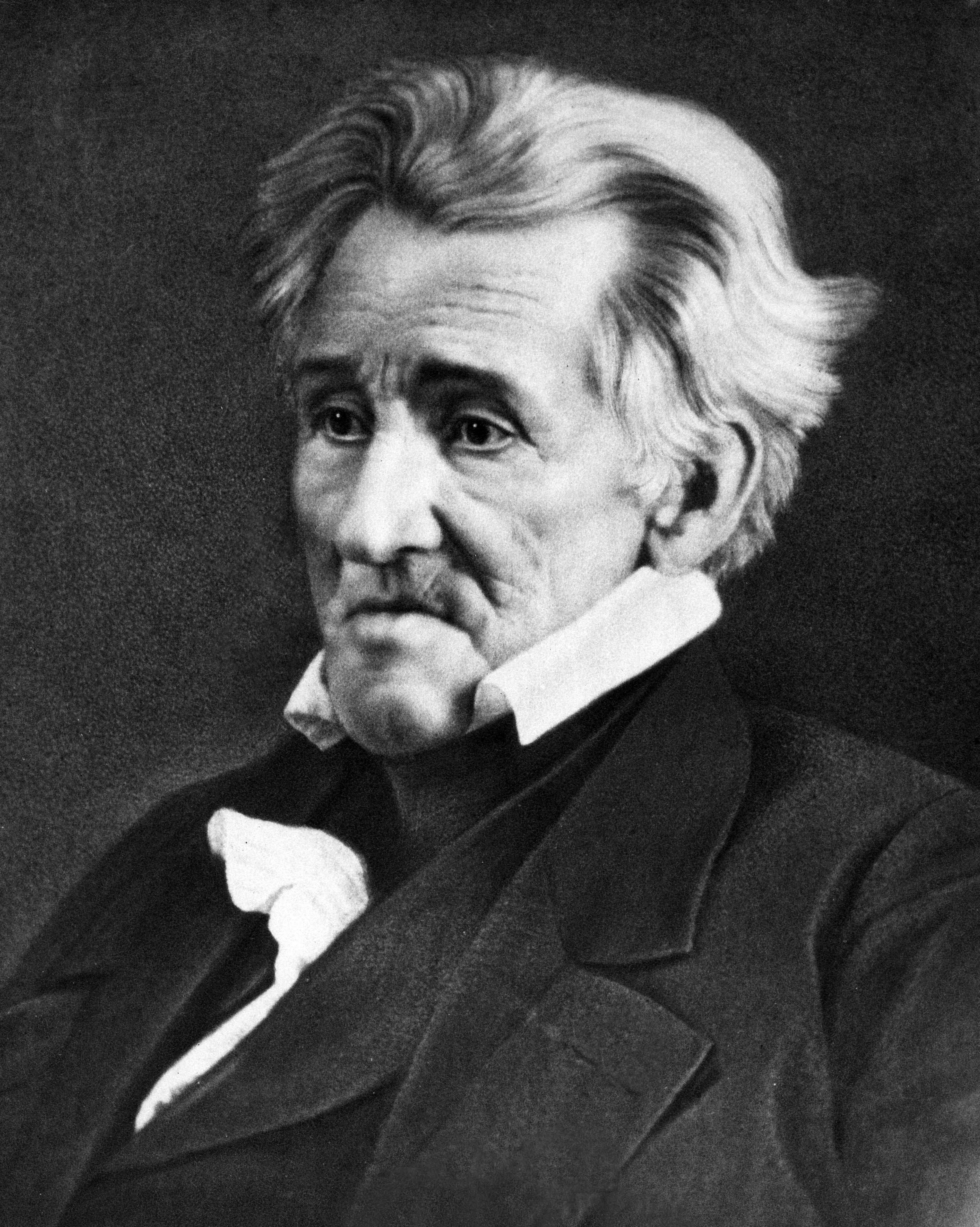
Andrew Jackson

- 08. Juni: Andrew Jackson, US-amerikanischer Präsident (* 1767)
- 24. Juni: Ernestine Engels, deutsche Schauspielerin (* 1785)
- 27. Juni: Christiane Ruthardt, deutsche Mörderin (* 1804)
- 03. Juli: Johan Cesar Godeffroy, deutscher Kaufmann (* 1781)
- 11. Juli: Johann Wilhelm Meigen, deutscher Entomologe (* 1764)
- 12. Juli: Ludwig Persius, preußischer Architekt (* 1803)
- 12. Juli: Henrik Wergeland, norwegischer Dichter (* 1808)
- 17. Juli: Charles Grey, britischer Staatsmann (* 1764)
- 18. Juli: Giovanni Salucci, italienischer Architekt (* 1769)
- 19. Juli: Christoph Hävernick, deutscher Theologe der Erweckungsbewegung (* 1810)

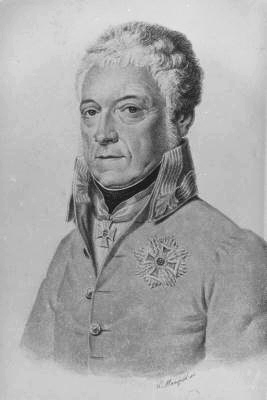
Heinrich Graf Bellegarde

- 22. Juli: Heinrich von Bellegarde, österreichischer Feldmarschall und Staatsmann (* 1756)
- 23. Juli: Othneil Looker, US-amerikanischer Politiker (* 1757)
- 23. Juli: William Sublette, US-amerikanischer Pelzhändler, Trapper und Mountain Man (* 1799)
- 28. Juli: François René Gebauer, französischer Komponist, Professor und Fagottist (* 1773)
- 01. August: Conrad Daniel von Blücher-Altona, Oberpräsident von Altona (* 1764)
- 08. August: Maria Josepha Hermengilde von Liechtenstein, Fürstin von Esterházy (* 1768)
- 12. August: Alexander Juhan, US-amerikanischer Komponist, Pianist und Dirigent (* 1765)
- 14. August: Charlotte Louise von Hohenthal, deutsche Philanthropin und Sozialreformerin (* 1808)
- 18. August: Georg Karl Wilhelm Philipp von Donop, deutscher Beamter und Historiker (* 1767)
- 30. August: Buckner Thruston, US-amerikanischer Politiker (* 1763)

### September bis Dezember
- 02. September: Bernardino Rivadavia, argentinischer Staatsmann und erster Präsident (* 1780)
- 10. September: Karl August von Lichtenstein, deutscher Opernsänger, Komponist, Librettist, Übersetzer und Intendant (* 1767)
- 21. September: Klementyna Hoffmanowa, polnische Schriftstellerin (* 1798)
- 22. September: John White, US-amerikanischer Politiker (* 1802)
- 24. September: Johann Aloys Miksch, böhmischer Sänger und Gesangslehrer (* 1765)
- 25. September: Heinrich Falckenberg, Berliner Ehrenbürger (* 1771)
- 02. Oktober: Samuel Paynter, US-amerikanischer Politiker (* 1768)
- 04. Oktober: Clemens Wenzeslaus Coudray, deutscher Architekt und Oberbaudirektor (* 1775)
- 07. Oktober: Isabella Colbran, spanische Opernsängerin und Komponistin (* 1785)
- 12. Oktober: Elizabeth Fry, britische Reformerin des Gefängniswesens (* 1780)
- 18. Oktober: Jean Dominique Comte de Cassini, französischer Kartograf und Astronom (* 1748)
- 19. Oktober: Clemens August Droste zu Vischering, Erzbischof des Erzbistums Köln (* 1773)
- 25. Oktober: Carel Hendrik Verhuell, niederländisch-französischer Admiral (* 1764)
- 27. Oktober: Jean Peltier, französischer Physiker (* 1785)
- 09. November: Friedrich Anton Wyttenbach, deutscher Maler (* 1812)
- 10. November: Carolus Magnus Hutschenreuther, deutscher Porzellanunternehmer (* 1794)
- 16. November: Ludwig Iwanowitsch Charlemagne, russischer Architekt (* 1784)
- 22. November: Morten Wormskjold, dänischer Botaniker und Reisender (* 1783)
- 29. November: Christian Antze, deutscher Jurist und Politiker (* 1775)
- 30. November: Nils Gabriel Sefström, schwedischer Chemiker und Mineraloge (* 1787)
- 02. Dezember: Johann Simon Mayr, deutscher Komponist der italienischen Oper (* 1763)
- 08. Dezember: Pierre Tobie Yenni, Bischof von Lausanne-Genf (* 1774)
- 13. Dezember: Friedrich Ludwig Escher, Schweizer Plantagenbesitzer und Sklavenhalter (* 1779)
- 21. Dezember: Robert Henry Sale, britischer General (* 1782)
- 24. Dezember: Daniel Kraft, deutscher Landwirt, Bürgermeister und Politiker (* 1779)
- 25. Dezember: Wilhelm Friedrich Ernst Bach, deutscher Komponist (* 1759)
- 25. Dezember: James Thomas, US-amerikanischer Politiker (* 1785)

### Genaues Todesdatum unbekannt
- Giovanni Battista Caviglia, italienischer Kapitän und Ägyptologe (* 1770)
- John Knox, schottischer Landschaftsmaler (* 1778)
- Mohammed Akbar, afghanischer Stammesführer (* 1816)
- Manuel Pérez, Staatschef von Nicaragua (* 1800)
- Saleh Shirazi, persischer Botschafter in England und Verleger (* 1790)